# Isola di Lord Howe
L'isola di Lord Howe (in inglese Lord Howe Island) è un'isola a forma di mezzaluna irregolare situata nel mar di Tasman, tra l'Australia e la Nuova Zelanda, 600 km direttamente ad est di Port Macquarie, 780 km a nord-est di Sydney e circa 900 km a sud-ovest dell'isola di Norfolk. Misura circa 10 km di lunghezza e tra 0,3 e 2,0 km di larghezza; copre un'area di 14,55 km², ma la parte antropizzata, situata su terreno pianeggiante, copre solo 3,98 km².
Lungo la costa occidentale vi è una laguna sabbiosa riparata e semiracchiusa da una barriera corallina. La maggioranza della popolazione vive nella parte settentrionale, mentre quella meridionale è dominata da colline rivestite da foreste che culminano nel punto più elevato del luogo, il monte Gower (875 m). Il gruppo cui appartiene Lord Howe comprende 28 tra isole, isolotti e scogli. Oltre a quella di Lord Howe, l'isola maggiormente degna di nota è la vulcanica e disabitata Piramide di Ball, circa 23 km a sud-est di Lord Howe. A nord vi sono sette isolotti disabitati noti come Gruppo dell'Ammiragliato.
Il primo avvistamento di cui si ha notizia risale al 17 febbraio 1788, quando il tenente Henry Lidgbird Ball, comandante della nave appoggio armata HMS Supply, effettuò un viaggio da Botany Bay per andare a istituire una colonia penale sull'isola di Norfolk. Nel viaggio di ritorno, Ball inviò una scialuppa a terra per dichiarare Lord Howe possedimento britannico. Il sito divenne in seguito un punto di rifornimento per le baleniere e su di essa venne fondato un insediamento permanente nel giugno 1834. Quando la caccia alla balena declinò, a partire dagli anni '80 del XIX secolo iniziò l'esportazione in tutto il mondo della palma endemica Howea forsteriana, che rimane tuttora una componente chiave dell'economia locale. L'altra attività principale, il turismo, ebbe inizio al termine della seconda guerra mondiale, nel 1945.
Il gruppo dell'isola di Lord Howe fa parte dello stato del Nuovo Galles del Sud ed è considerato legalmente come un'area non incorporata amministrata dal Lord Howe Island Board, che fa riferimento al ministero dell'Ambiente e del Patrimonio del Nuovo Galles del Sud. Il fuso orario standard è UTC+10:30, o UTC+11 quando si applica l'ora legale, mentre la valuta è il dollaro australiano. Le compagnie aeree pendolari forniscono voli per Sydney, Brisbane e Port Macquarie.
L'UNESCO classifica il gruppo insulare di Lord Howe come patrimonio dell'umanità di importanza naturale globale. Il grosso dell'isola è rivestito da una foresta praticamente incontaminata, dove vivono molte piante e animali che non si trovano in nessun'altra parte del mondo. Altre attrazioni naturali sono la diversità dei paesaggi, la varietà dei basalti, sia oceanici che del mantello superiore, la barriera corallina più meridionale del mondo, le colonie di uccelli marini nidificanti e il ricco patrimonio storico e culturale. Il Lord Howe Island Act del 1981 ha istituito una «Permanent Park Preserve» (che copre circa il 70% dell'isola). Il luogo è stato aggiunto all'elenco del patrimonio nazionale dell'Australia il 21 maggio 2007 e nel registro del patrimonio statale del Nuovo Galles del Sud il 2 aprile 1999. Le acque circostanti costituiscono una regione protetta denominata parco marino di Lord Howe.

## Bioregione
L'isola di Lord Howe fa parte della regione IBRA (Interim Biogeographic Regionalisation for Australia) denominata Pacific Subtropical Islands (codice PSI), della quale forma la sottoregione PSI01, con un'area di 1909 ettari. Secondo il sistema di ecoregioni del WWF, l'isola di Lord Howe costituisce l'intera ecoregione delle «foreste subtropicali di Lord Howe» (WWF ID#AA0109). Questa ecoregione appartiene all'ecozona australasiana e al bioma delle foreste pluviali di latifoglie tropicali e subtropicali. L'ecoregione del WWF copre un'area di 14 km².

## Storia

### 1788-1834: le prime visite degli europei

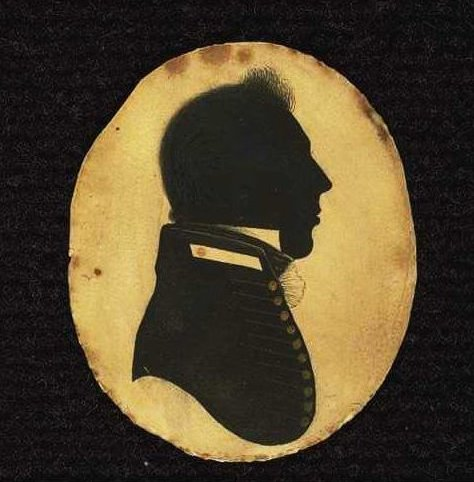
Il tenente Henry Lidgbird Ball, comandante della HMS Supply.

Prima di essere stata scoperta e abitata dagli europei, sembra che Lord Howe fosse sempre stata disabitata e sconosciuta ai popoli polinesiani del Pacifico meridionale. Il primo avvistamento registrato da parte degli europei risale al 17 febbraio 1788 ed è opera del tenente Henry Lidgbird Ball, comandante della nave appoggio armata HMS Supply (la più vecchia e più piccola delle navi della Prima Flotta), in viaggio da Botany Bay con un carico di detenuti, nove uomini e sei donne, per fondare una colonia penale sull'isola di Norfolk. Durante il viaggio di ritorno, il 13 marzo 1788, Ball osservò la Piramide di Ball e inviò un gruppo di uomini a terra sull'isola di Lord Howe per rivendicarla come possedimento britannico. Prima che l'equipaggio tornasse a Sydney, furono catturate numerose tartarughe e vari uccelli che non avevano timore dell'uomo. Ball battezzò il monte Lidgbird e la Piramide di Ball con il proprio nome e l'isola principale Lord Howe in onore di Richard Howe, I conte Howe, che all'epoca era Primo Lord dell'Ammiragliato.

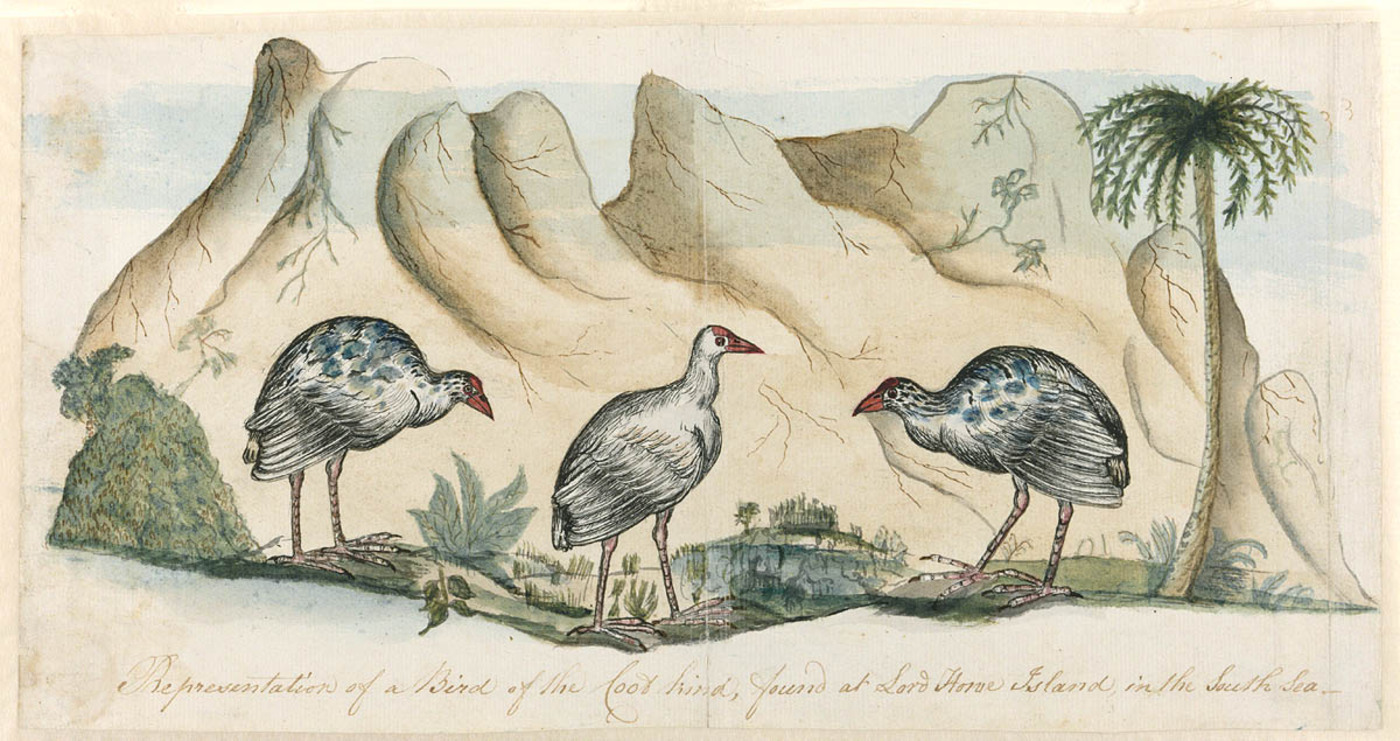
Esemplari di pollo sultano bianco (Porphyrio albus), oggi estinto, in un disegno di Arthur Bowes Smyth, chirurgo di bordo della Lady Penrhyn, una nave della Prima Flotta diretta in Cina durante il viaggio di ritorno in Inghilterra (maggio 1788).

Molti toponimi dell'isola risalgono a questo periodo, addirittura al maggio dello stesso anno, quando l'isola venne visitata da quattro navi della Prima Flotta, la HMS Supply, la Charlotte, la Lady Penrhyn e la Scarborough. Gran parte delle forme di vita animali e vegetali vennero registrate per la prima volta nei giornali di bordo e nei diari di visitatori come David Blackburn, capitano della Supply, e Arthur Bowes Smyth, chirurgo della Lady Penrhyn.
Smyth era a Sydney quando la Supply tornò dal primo viaggio all'isola di Norfolk. Il 19 marzo 1788 sul suo giornale di bordo annotò che «la Supply, al suo ritorno, sbarcò sull'isola che [aveva scoperto] nella sua uscita, e tutti furono piacevolmente sorpresi di trovare un gran numero di belle tartarughe sulla spiaggia, e sulla terraferma, tra gli alberi, un gran numero di gallinacei molto simili a una faraona e un'altra specie di gallinaceo non dissimile dal re di quaglie d'Inghilterra, e tutti così perfettamente docili che si potrebbe spesso prenderli con le mani oppure, in ogni momento, abbatterne più di quanti si ritiene opportuno con un bastone corto. All'interno della barriera corallina vi erano anche innumerevoli pesci, talmente facili da catturare con amo e lenza da poter riempire una barca in breve tempo. Tredici grosse tartarughe vennero riportate a Port Jackson e molte furono distribuite tra l'accampamento e la flotta».
In questo periodo artisti quali George Raper e John Hunter realizzarono schizzi ad acquerello degli uccelli nativi, come il rallo di Lord Howe (Hypotaenidia sylvestris), il pollo sultano bianco (Porphyrio albus) e la colomba di Lord Howe (Columba vitiensis godmanae). Dal momento che questi ultimi due scomparvero poco dopo a causa della caccia incontrollata, questi dipinti costituiscono l'unica testimonianza pittorica rimasta del loro aspetto. Nel corso dei tre anni successivi, la Supply, in cerca di tartarughe, tornò più volte sull'isola, che venne anche visitata dalle navi della Seconda e Terza Flotta. Tra il 1789 e il 1791, le baleniere britanniche e americane, all'inseguimento dei capodogli (Physeter macrocephalus) lungo l'equatore fino alle isole Gilbert ed Ellice, quindi a sud in acque australiane e neozelandesi, inaugurarono l'era della baleneria nel Pacifico. La flotta americana contava 675 navi e Lord Howe si trovava in una regione denominata «Middle Ground», ricca di capodogli e di balene franche australi (Eubalaena australis).
L'isola venne successivamente visitata da molte navi governative e baleniere che navigavano tra il Nuovo Galles del Sud e l'isola di Norfolk e attraverso il Pacifico, comprese molte navi della flotta baleniera americana: di conseguenza, la sua reputazione come punto di rifornimento precedette la creazione di un insediamento e alcune navi vi lasciavano appositamente capre e maiali come fonti di cibo per i futuri visitatori. Tra il luglio e l'ottobre 1791, a Sydney arrivarono le navi della Terza Flotta e nel giro di pochi giorni esse furono riadattate e convertite in baleniere, dal momento che la caccia alla balena era divenuta un'attività particolarmente redditizia. L'olio di balena sarebbe diventato il prodotto da esportazione australiano di maggior valore fino agli anni '30 del XIX secolo e l'industria baleniera plasmò inizialmente la storia di Lord Howe.

### 1834-1841: l'insediamento

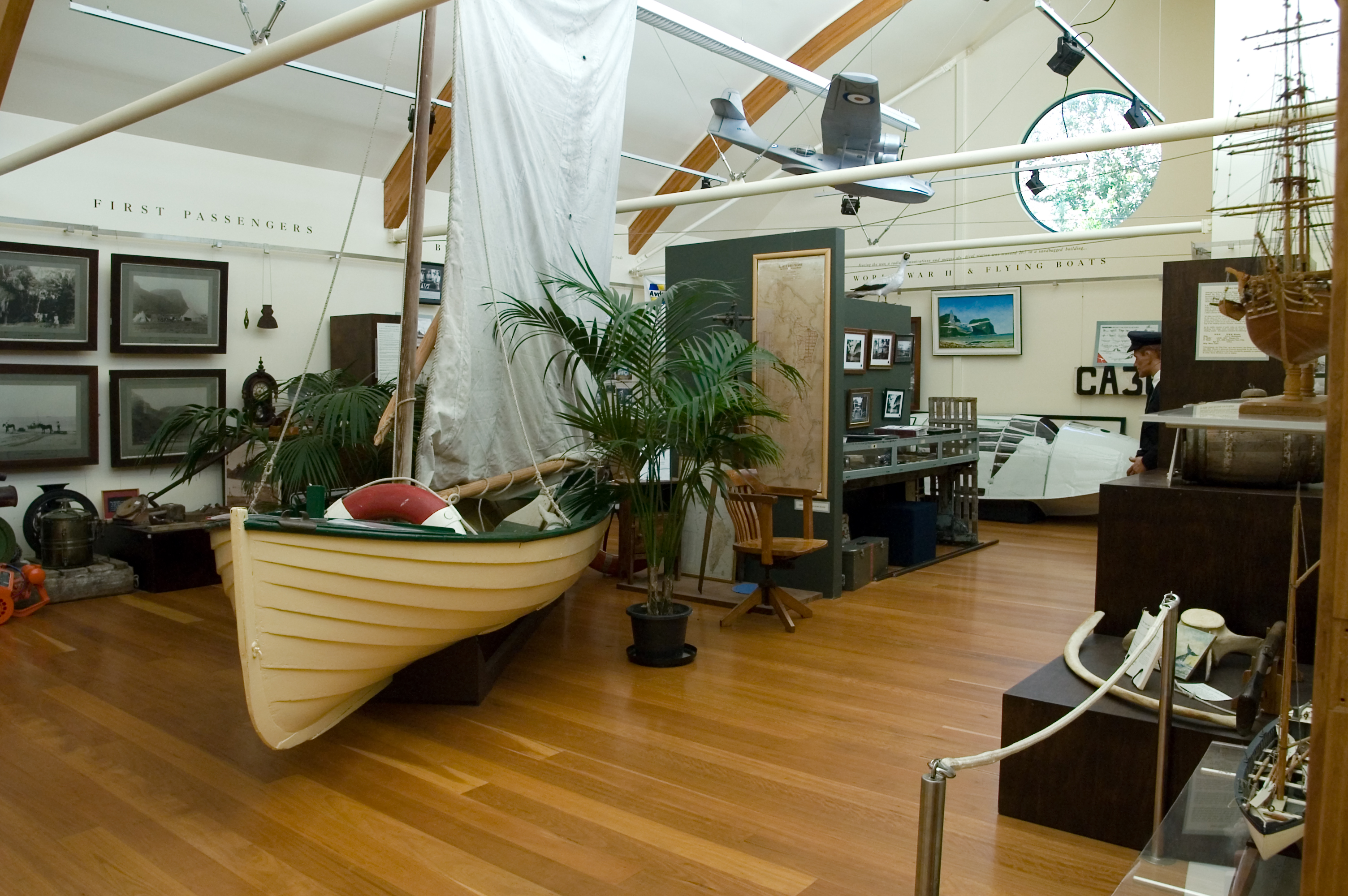
Il museo marittimo di Lord Howe e il centro informazioni.

Il primo insediamento permanente di Lord Howe venne fondato nel giugno 1834, quando la baleniera britannica Caroline, un brigantino a palo proveniente dalla Nuova Zelanda e comandato dal capitano John Blinkenthorpe, attraccò in quella che oggi è conosciuta come Blinky Beach. Tre uomini, George Ashdown, James Bishop e Chapman, che lavoravano per un'impresa baleniera di Sydney, furono lasciati a terra con lo scopo di costruire una stazione di rifornimento. In un primo momento gli uomini dovevano fornire carne pescando e allevando maiali e capre che vivevano allo stato brado sull'isola. Insieme a loro sbarcarono (o giunsero in seguito da una nave in visita) le loro mogli maori e due ragazzi māori. Costruirono le loro capanne nell'area oggi conosciuta come Old Settlement, dove vi era disponibilità di acqua dolce, mentre ad ovest della Blinky Beach vennero costruiti degli orti.
La loro era una società che non conosceva il denaro: i coloni barattavano le loro scorte di acqua, legname, verdura, carne, pesce e piume di uccelli con abiti, tè, zucchero, attrezzi, tabacco e altre merci non disponibili sull'isola, ma dovevano accettare il valore imposto a tali merci dai balenieri. Questi primi coloni alla fine lasciarono l'isola quando furono acquisiti per 350 sterline nel settembre 1841 da due uomini d'affari, Owen Poole e Richard Dawson (ai quali si unì in seguito John Foulis), i cui dipendenti e altri si stabilirono sull'isola.

### 1842-1860: il porto di rifornimento
Il nuovo affare venne pubblicizzato e ben presto anche le navi che viaggiavano tra Sydney e le Nuove Ebridi (Vanuatu) sarebbero scese a rifornirsi sull'isola. La Rover's Bride, un piccolo cutter, divenne la prima nave mercantile regolare. Tra il 1839 e il 1859, dalle cinque alle 12 navi approdavano qui ogni anno, talvolta anche quasi 20, e sette od otto alla volta lasciavano la barriera corallina. Nel 1842 e nel 1844 nacquero i primi bambini sull'isola. Poi, nel 1847, Poole, Dawson e Foulis, amareggiati per non essere riusciti a ottenere l'affitto di un terreno dal governo del Nuovo Galles del Sud, abbandonarono l'insediamento, ma tre dei loro dipendenti rimasero sull'isola. Una famiglia, gli Andrews, dopo aver trovato alcune cipolle sulla spiaggia nel 1848, iniziarono a coltivarle: le cosiddette «cipolle rosse di Lord Howe» furono molto popolari nell'emisfero australe per circa 30 anni, fino a quando il raccolto non venne attaccato da una malattia fungina.

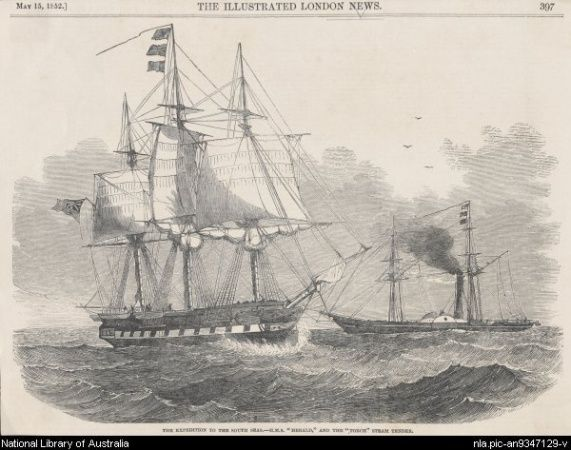
«Spedizione nei mari del sud: la HMS Herald e la nave appoggio a vapore Tender» da The Illustrated London News del 15 maggio 1852.

Nel 1849, sull'isola vivevano solo 11 persone, ma presto le fattorie presenti si ampliarono. Negli anni '50 del XIX secolo, in Australia venne scoperto l'oro e molti equipaggi abbandonarono le loro navi, preferendo scavare in cerca di oro piuttosto che rischiare la vita in mare. Di conseguenza, molte navi evitarono la terraferma e Lord Howe sperimentò un aumento del commercio, che raggiunse il picco tra il 1855 e il 1857. Nel 1851, circa 16 persone vivevano sull'isola. Ora qui venivano coltivate patate, carote, mais, zucche, taro, cocomeri e persino uva, frutti della passione e caffè. Tra il 1851 e il 1853, il governo del Nuovo Galles del Sud avanzò varie proposte, sempre bocciate, per istituire una colonia penale sull'isola.
Dal 1851 al 1854, Henry Denham, capitano della HMS Herald, impegnata in una spedizione scientifica nel Pacifico sud-occidentale (1852-1856), completò la prima rilevazione idrografica dell'isola. A bordo c'erano tre biologi scozzesi, William Milne (un botanico-giardiniere del giardino botanico di Edimburgo), John MacGillivray (un naturalista), che raccolse campioni di pesci e piante, e l'assistente chirurgo e zoologo Denis Macdonald. Insieme, questi uomini raccolsero molte informazioni di base sulla geologia, flora e fauna dell'isola.
Intorno al 1853, arrivarono altri tre coloni con la baleniera americana Belle, capitanata da Ichabod Handy: George Campbell (che morì nel 1856), Jack Brian (che lasciò l'isola nel 1854) e Nathan Thompson, che portarono con sé tre donne (chiamate Botanga, Bogoroo e una ragazza di nome Bogue) dalle isole Gilbert. Quando la prima moglie Botanga morì, Thomson sposò Bogue; Thompson fu anche il primo residente dell'isola a costruirvi una casa vera e propria, negli anni '60, utilizzando i tronchi di cedro provenienti dall'Australia che le onde del mare gettavano sulla spiaggia. La maggior parte degli attuali residenti che vantano antenati sull'isola discendono direttamente da Thompson e Bogue o sono comunque imparentati con i loro discendenti.
Nel 1855 l'isola venne ufficialmente designata parte del Nuovo Galles del Sud dal Constitution Act.

### 1861-1890: le spedizioni scientifiche
A partire dall'inizio degli anni '60 del XIX secolo, l'industria baleniera diminuì rapidamente a seguito del crescente utilizzo del petrolio, della corsa all'oro in California e della guerra di secessione americana, con conseguenze sfortunate per l'isola. Alla ricerca di un metodo di sostentamento alternativo, Thompson, nel 1867, acquistò la Sylph, che divenne la prima nave locale a commerciare con Sydney (principalmente maiali e cipolle). Essa gettava l'ancora nelle acque profonde di quello che ora è noto come Sylph's Hole al largo della Old Settlement Beach, ma alla fine andò tragicamente persa in mare nel 1873 - ennesima sciagura che colpì l'isola in quel periodo.
Nel 1869 l'isola fu visitata dal magistrato P. Cloete a bordo della Thetis, che stava indagando su un possibile omicidio. Lo accompagnavano Charles Moore, direttore dei giardini botanici di Sydney, e il suo assistente William Carron, che inviò campioni di piante dell'isola a Ferdinand Mueller dei giardini botanici di Melbourne; quest'ultimo, nel 1875, aveva catalogato e pubblicato la descrizione di 195 specie. Sulla nave c'erano anche William Fitzgerald, un agrimensore, e il signor Masters dell'Australian Museum. Insieme, effettuarono uno studio accurato dell'isola, che venne pubblicato nel 1870, anno in cui la popolazione contava 35 persone che vivevano in 13 case fatte con tetti di travi di palma e le pareti di foglie di palma. Intorno a questo periodo, con la fine dell'industria baleniera, ebbe inizio una flessione delle attività commerciali e talvolta trascorrevano dai sei ai 12 mesi senza che nessuna nave facesse scalo. Con le provviste che marcivano nei magazzini, le famiglie più anziane persero interesse per l'orticoltura.
Dal 1860 al 1872, 43 navi si erano fermate a Lord Howe per raccogliere provviste, ma dal 1873 al 1887 meno di una dozzina lo avevano fatto. Di conseguenza, gli abitanti iniziarono a vagliare la possibilità di altre attività. Nel 1876, l'agrimensore William Fitzgerald, basandosi su una visita effettuata nello stesso anno, inviò un rapporto al governo dove suggeriva di coltivare il caffè, ma la palma kentia stava già attirando l'attenzione del mondo. Nel 1878 l'isola fu dichiarata riserva forestale e il capitano Richard Armstrong divenne il primo amministratore governativo residente: incoraggiò la costruzione di scuole, il rimboschimento e il commercio di palme, fece aprire con la dinamite l'accesso settentrionale alla laguna e costruì strade. Tuttavia, il suo operato e i suoi atteggiamenti suscitarono l'ostilità dei residenti e nell'aprile 1882 dalla terraferma venne inviato il parlamentare Bowie Wilson affinché indagasse sulla situazione. Insieme a Wilson c'era un team di scienziati, tra cui H. Wilkinson del dipartimento delle Miniere, W. Condor del dipartimento dei Rilevamenti topografici, J. Duff dei giardini botanici di Sydney e A. Morton dell'Australian Museum. J. Sharkey dell'ufficio stampa governativo scattò le prime fotografie conosciute dell'isola e dei suoi abitanti. Un resoconto completo sull'isola apparve nel rapporto di questa visita, nella quale si raccomandava la sostituzione di Armstrong. Nel frattempo, la popolazione era aumentata notevolmente e ora comprendeva 35 bambini; nel rapporto si raccomandava la nomina di un maestro di scuola. Questo studio suggellò una relazione duratura con tre organizzazioni scientifiche: l'Australian Museum, i giardini botanici di Sydney e i giardini botanici di Kew.

### 1890-1999
Nel 1883, la compagnia Burns Philp iniziò un regolare servizio di trasporto marittimo e il numero di turisti aumentò gradualmente. A partire dal 1932, con le regolari visite turistiche della SS Morinda, il turismo divenne la seconda fonte di reddito esterno dopo la vendita di palme in Europa. Nel 1932 la Morinda venne sostituita dalla Makambo, che verrà a sua volta sostituita da altre navi. Il servizio continua tuttora con le visite quindicinali da Port Macquarie della Island Trader.
Il commercio delle palme ebbe inizio negli anni '80 del XIX secolo, quando la palma kentia di pianura (Howea forsteriana) venne esportata per la prima volta in Gran Bretagna, Europa e America, ma il commercio divenne un'attività importante dal punto di vista finanziario solo dopo la fondazione del vivaio Lord Howe Island Kentia Palm Nursery nel 1906 (vedi sotto).

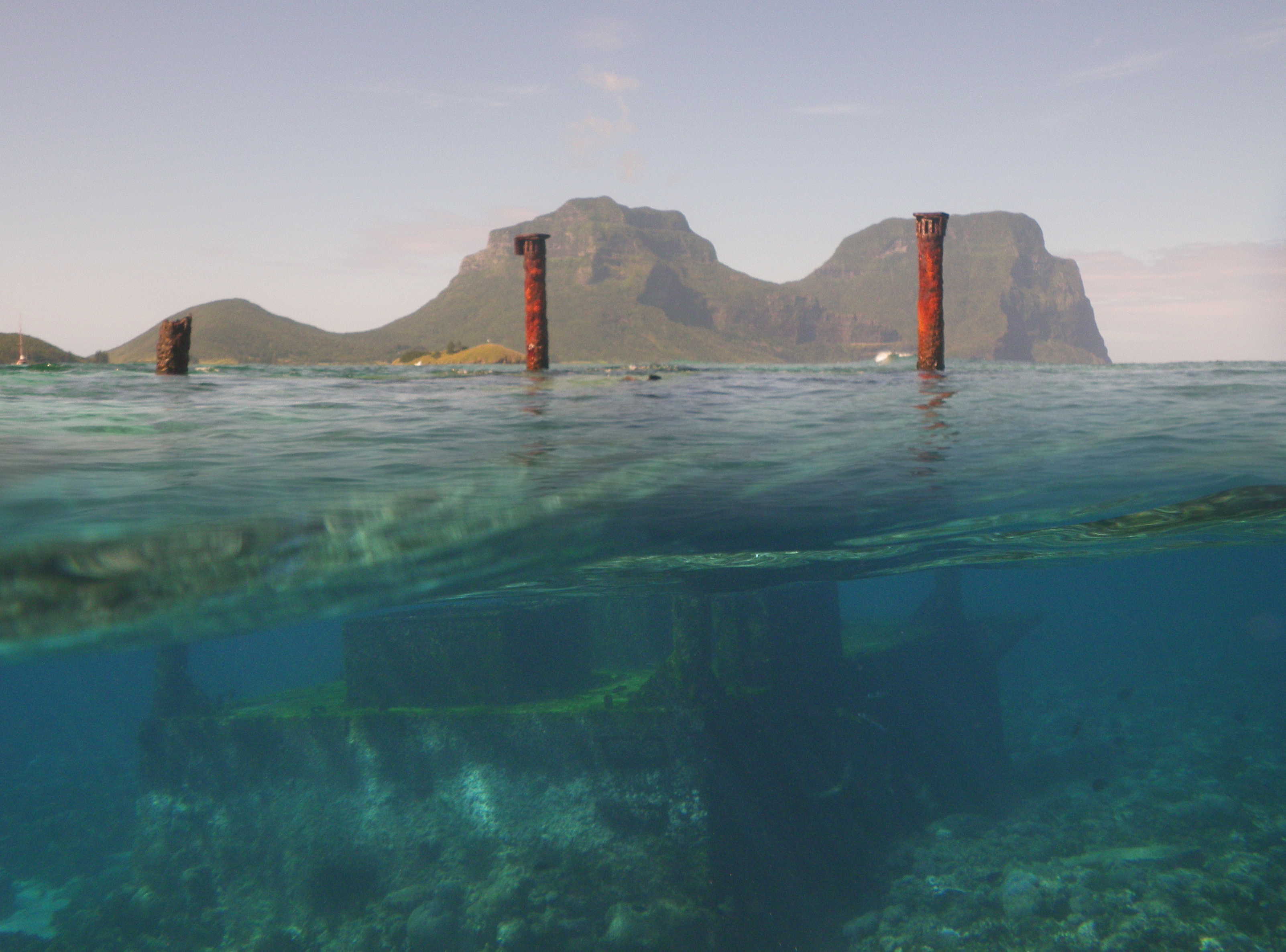
Il relitto della Favourite, affondata nel 1965 nella North Bay, è divenuto un popolare sito turistico.

Il primo aereo apparve sull'isola nel 1931, quando Francis Chichester atterrò nella laguna a bordo di un de Havilland Gipsy Moth convertito in idrovolante. Il velivolo venne danneggiato da una tempesta notturna, ma venne riparato con l'aiuto degli isolani e nove settimane dopo decollò con successo e raggiunse Sydney. Dopo la seconda guerra mondiale, nel 1947, i turisti iniziarono ad arrivare sull'isola a bordo di idrovolanti Catalina e poi di quadrimotori Sandringham della Ansett Flying Boat Services che partivano da Rose Bay, a Sydney, e atterravano nella laguna dopo un volo di circa 3 ore e mezzo. Quando nel 1974 fu completato l'aeroporto di Lord Howe, gli idrovolanti furono infine sostituiti da aerei QantasLink bimotori turboelica Dash 8-200.

### XXI secolo

La bandiera dell'isola.

Nel 2002, il cacciatorpediniere della Royal Navy HMS Nottingham urtò il Wolf Rock, uno scoglio corallino sommerso nei pressi dell'isola, e quasi affondò. In tempi recenti, il numero di turisti è aumentato e il governo del Nuovo Galles del Sud si è sempre più interessato a questioni di conservazione ambientale.
Il 17 ottobre 2011 una nave di rifornimento, la M/V Island Trader, con 20 tonnellate di carburante, si è arenata nella laguna. Fortunatamente la nave è riuscita a liberarsi con il sopraggiungere dell'alta marea senza perdite di equipaggio o di carico.
Il film del 2016 Paradise Beach - Dentro l'incubo con Blake Lively è stato in gran parte girato sull'isola.
Nel XXI secolo, uno degli argomenti maggiormente discussi tra gli abitanti è stato come risolvere il problema dei roditori. Questi raggiunsero l'isola dopo lo spiaggiamento della SS Makambo nel 1918 e da allora hanno spazzato via diverse specie di uccelli endemici e si pensava che avessero fatto lo stesso anche con l'insetto stecco di Lord Howe. Per risolvere il problema, sono state lanciate 42 tonnellate di esche per ratti in tutta l'isola, ma la comunità si è fortemente divisa al riguardo.
L'isola avrebbe dovuto essere dichiarata libera da roditori nell'ottobre 2021, due anni dopo l'avvistamento dell'ultimo ratto vivo, ma la scoperta di un esemplare maschile e di una femmina incinta nell'aprile 2021 ha portato a un ritardo. Tale programma di eradicazione, nonostante le critiche di una parte degli abitanti, ha visto fiorire uccelli, insetti e piante a livelli mai visti da decenni.

## Demografia
Secondo il censimento del 2016, a Lord Howe risiedono 382 abitanti; il numero di turisti presenti contemporaneamente sull'isola non può superare le 400 unità. I primi a insediarsi sull'isola furono balenieri europei e americani e molti dei loro discendenti risiedono qui da più di sei generazioni. Attualmente gli abitanti si dedicano alla coltivazione delle palme kentia, al turismo, alla vendita al dettaglio, alla pesca e all'agricoltura. Nel 1876, di domenica ogni tipo di gioco e lavoro venne sospeso, ma non si tennero cerimonie religiose. Al giorno d'oggi, l'area conosciuta localmente come Church Paddock ospita chiese anglicane, cattoliche e avventiste; gli abitanti sono per il 30% anglicani, il 22% atei, il 18% cattolici e il 12% avventisti del settimo giorno. Il rapporto tra i sessi è più o meno uguale; il 47% della popolazione si trova nella fascia di età compresa tra 25 e 54 anni e il 92% di essa possiede la cittadinanza australiana.

## Amministrazione del territorio
Dopo la sua scoperta, l'isola di Lord Howe passò inizialmente sotto il controllo della corona britannica, prima di essere ceduta al Nuovo Galles del Sud nel 1855; tuttavia, almeno fino al 1876, gli isolani vivevano in «una comunità relativamente armoniosa e autoregolamentata». Nel 1878, quando il parlamento del Nuovo Galles del Sud dichiarò l'isola una riserva forestale, Richard Armstrong ne venne nominato amministratore, ma a seguito di malumori seguiti da un'inchiesta alla fine venne rimosso dall'incarico il 31 maggio 1882 (sarebbe tornato più tardi nello stesso anno per osservare il transito di Venere su quella che oggi è nota come Transit Hill). Dopo la sua rimozione, l'isola fu amministrata da quattro magistrati che si succedettero tra loro fino al 1913, quando venne formato un consiglio con sede a Sydney; nel 1948 fu nominato un sovrintendente residente. Nel 1913 fu istituito il Lord Howe Island Board of Control, costituito da tre uomini, principalmente per regolamentare l'industria dei semi di palma, ma anche per amministrare gli affari dell'isola da Sydney fino a quando, nel 1954, non venne istituito l'attuale Lord Howe Island Board.
Il Lord Howe Island Board è un'autorità statutaria del Nuovo Galles del Sud istituita ai sensi del Lord Howe Island Act del 1953 per amministrare l'isola come parte dello stato del Nuovo Galles del Sud. Riferisce direttamente al Ministero dell'Ambiente e del Patrimonio dello stato ed è responsabile della cura, del controllo e della gestione dell'isola. Tra i suoi compiti figurano la protezione dei valori che fanno dell'isola un patrimonio dell'umanità; il controllo dello sviluppo antropico; l'amministrazione delle terre della corona, compresa l'area protetta dell'isola; la fornitura di servizi e infrastrutture per la comunità; e la regolamentazione del turismo sostenibile. Nel 1981, il Lord Howe Island Amendment Act ha conferito agli abitanti il potere amministrativo di tre membri in un consiglio costituito da cinque membri. Il consiglio si occupa anche della gestione del vivaio di palme kentia, che, insieme al turismo, fornisce l'unica fonte di entrate esterne dell'isola. In base ad una modifica del disegno di legge del 2004, il consiglio comprende attualmente sette membri, quattro dei quali eletti dalla comunità insulare: ciò conferisce ai circa 350 abitanti permanenti un elevato livello di autonomia. I restanti tre membri vengono nominati dal ministro per rappresentare gli interessi degli affari, del turismo e della conservazione. Il consiglio al completo si riunisce sull'isola ogni tre mesi, mentre gli affari quotidiani dell'isola sono gestiti dall'amministrazione del consiglio, il cui staff permanente è stato aumentato a 22 membri nel 1988.
Il regime fondiario è stato un problema sin dall'epoca dei primi coloni, dal momento che gli abitanti dell'isola hanno ripetutamente richiesto il titolo di proprietà o la concessione terriera dei terreni coltivati. I coloni originari erano degli squatter. La concessione di un contratto di locazione di 100 acri (40 ettari) a Richard Armstrong nel 1878 suscitò lamentele e furono pertanto concessi alcuni contratti di locazione a breve termine («occupazioni permissive»). Nel 1913, con la nomina di un consiglio di controllo, le occupazioni permissive furono revocate e l'occupazione permissiva dell'isola venne concessa al consiglio stesso. In seguito il Lord Howe Island Act del 1953 rese tutte le terre proprietà della Corona. Ai discendenti diretti degli abitanti che avevano occupazioni permissive nel 1913 furono concessi in locazione perpetua lotti di terreno vasti fino a cinque acri (2,0 ettari) per scopi residenziali. Furono concessi anche contratti di locazione speciale a breve termine per aree più grandi adibite a scopo agricolo, quindi, nel 1955, furono concessi 55 contratti di locazione perpetua e 43 contratti di locazione speciale. L'emendamento alla legge del 1981 ha esteso i diritti politici e fondiari a tutti i residenti di 10 anni o più. È tuttora in corso un acceso dibattito riguardo alla percentuale dei residenti in carica e al grado di influenza nel consiglio di amministrazione degli abitanti residenti in relazione alla gestione a lungo termine dei visitatori e alle questioni relative all'ambiente, ai servizi e al patrimonio dell'umanità.

## Economia
Il commercio di ortaggi, carne, pesce e altri prodotti deperibili con le navi di passaggio cessò negli anni '70 del XIX secolo, quando l'industria baleniera collassò. Con una popolazione così piccola, l'economia di Lord Howe è oggi estremamente semplice e gli introiti esterni derivano da due sole fonti significative: il turismo e la vendita all'estero di semi e piantine di palme kentia.

### L'industria delle palme kentia
Il primo a esportare semi di palma fu Ned King, una guida alpina che partecipò ai rilevamenti di Fitzgerald del 1869 e del 1876, che ne inviò alcuni ai giardini botanici di Sydney. Il commercio con l'estero ebbe inizio negli anni '80 del XIX secolo, quando si scoprì che una delle quattro specie di palme endemiche dell'isola, la palma kentia (Howea forsteriana), che cresce nelle pianure di Lord Howe, aveva i requisiti adatti per soddisfare le richieste dei cittadini benestanti di Gran Bretagna, Regno Unito e Stati Uniti con la passione del giardinaggio, ma fu necessaria l'assistenza del magistrato continentale Frank Farnell per fare di questa attività una solida industria commerciale, quando, nel 1906, divenne il direttore di una società, la Lord Howe Island Kentia Palm Nursery, tra i cui azionisti vi erano 21 isolani e un'azienda di semi con sede a Sydney. Tuttavia, l'istituzione del Lord Howe Island Board of Control nel 1913 fu necessaria per risolvere le questioni in sospeso.
La palma kentia (conosciuta localmente come thatch palm, «palma da paglia», poiché era usata per rivestire i tetti delle case dei primi coloni) è una palma ornamentale popolare in tutto il mondo, specialmente negli ambienti lussuosi come gli ingressi degli hotel, le balconate, ecc. (la sua rarità fa sì che il costo sia elevato). Il clima mite dell'isola ha forgiato una palma che può tollerare scarsa illuminazione, atmosfera secca e temperature basse - condizioni ideali all'interno degli edifici. Fino agli anni '80, le palme venivano vendute solo sotto forma di semi, ma da allora ne vengono commerciate giovani piantine. Il vivaio ha ricevuto nel 1997 la certificazione per la gestione di alta qualità conforme ai requisiti dell'Australian Standard AS/NZS ISO 9002.
I semi vengono raccolti sia nelle foreste che nelle piantagioni: la maggior parte dei raccoglitori discende dai coloni originari. I semi poi vengono fatti germinare fuori dal terreno e sigillati per impedire la contaminazione. Dopo essere stati controllati, vengono tolti dal rivestimento e lavati (bare rooting), igienizzati e certificati, quindi imballati e sigillati in contenitori isolati per l'esportazione. Le palme crescono sia all'interno che all'esterno e sono popolari negli hotel e nei motel di tutto il mondo. I profitti del vivaio vengono reinvestiti nella conservazione dell'ecosistema dell'isola. Il vivaio prevede di espandere il suo campo di azione, dedicandosi anche alla coltivazione della palma Howea belmoreana e di altre piante autoctone di particolare interesse.

### Il turismo

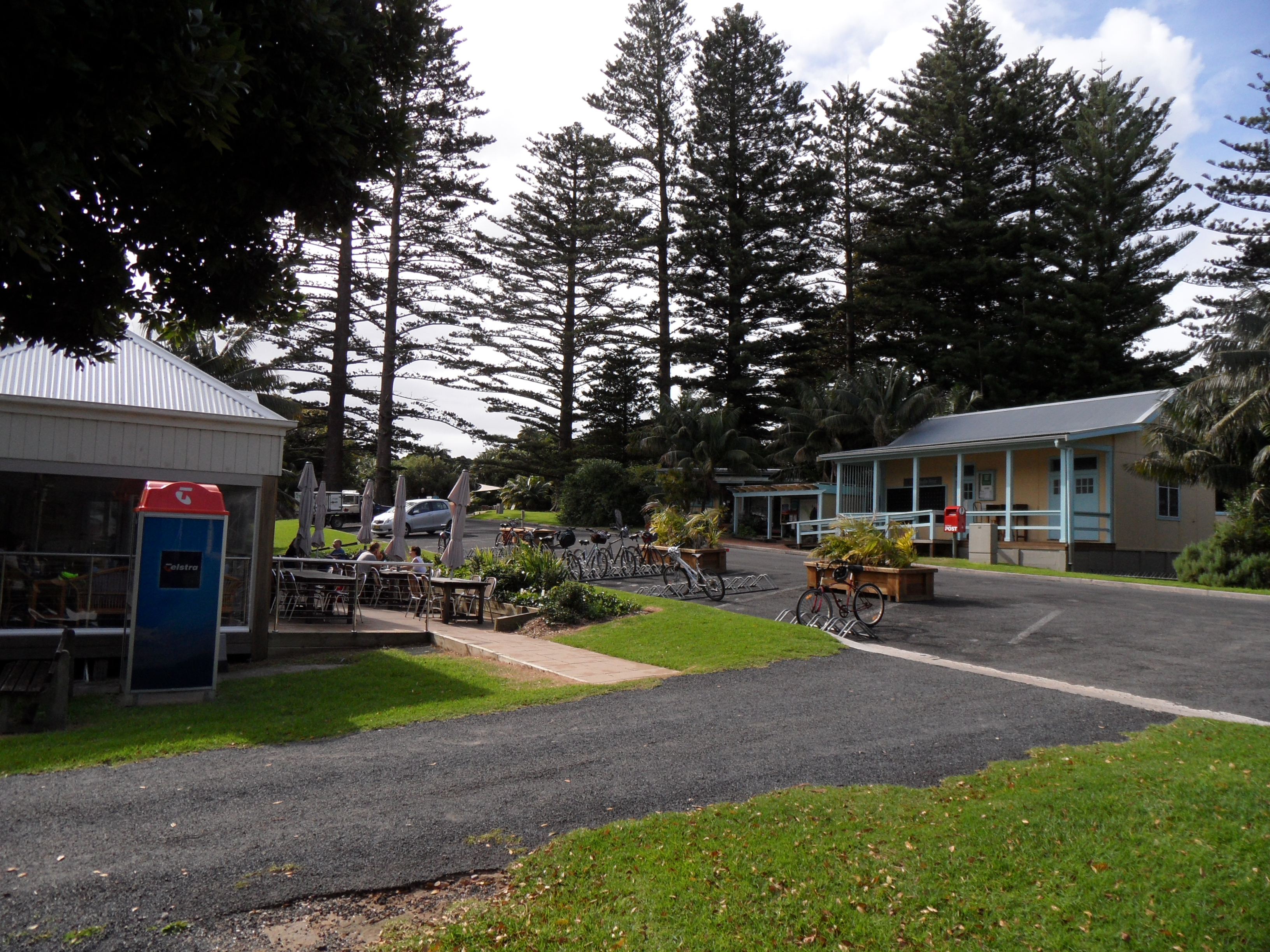
Centro commerciale sulla Ned's Beach Road.

L'isola di Lord Howe è nota per la sua geologia, gli uccelli, le piante e la vita marina. Tra le attività turistiche più popolari vi sono le immersioni subacquee, il birdwatching, lo snorkeling, il surf, il kayaking e la pesca. Per ridurre la pressione sull'ambiente della piccola isola, sono consentiti solo 400 turisti alla volta. L'isola è raggiungibile in aereo dall'aeroporto di Sydney o dall'aeroporto di Brisbane in meno di due ore. La Permanent Park Preserve, istituita nel 1981, ha linee guida di gestione simili a quelle di un parco nazionale.

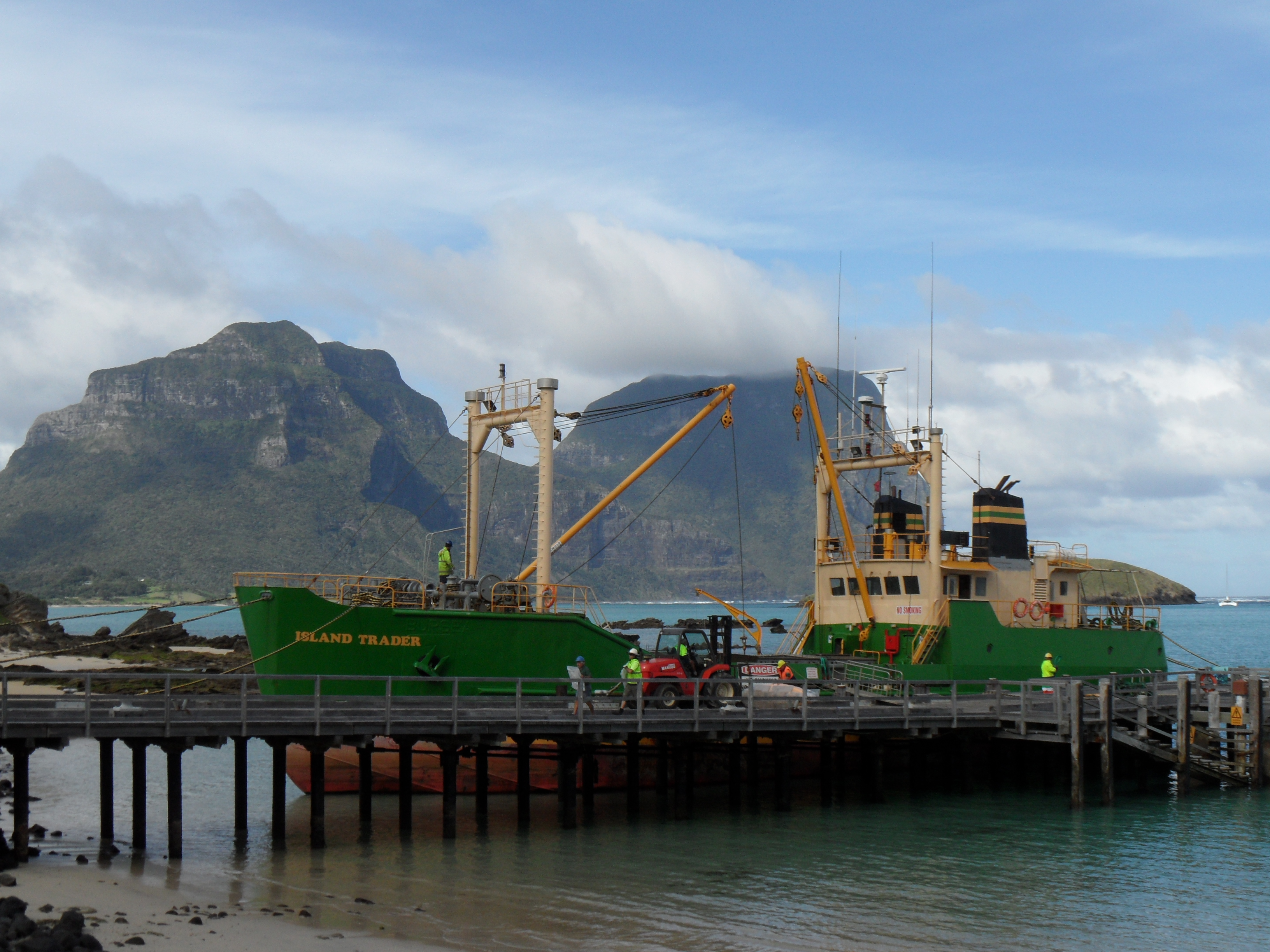
La Island Trader, che trasporta rifornimenti con cadenza quattordicinale da Port Macquarie.

#### Strutture
Dal momento che sull'isola vi sono sempre meno di 800 persone, le strutture presenti sono limitate: esse includono un panificio, una macelleria, un emporio, un negozio di liquori, ristoranti, un ufficio postale, un museo e un centro informazioni, una stazione di polizia, una stazione dei ranger e uno sportello bancomat presso il club di bowling. Le provviste vengono trasportate sull'isola ogni due settimane dalla nave Island Trader, proveniente da Port Macquarie. Sull'isola vi è un piccolo ospedale con quattro letti e un dispensario. In un piccolo giardino botanico sono in mostra campioni delle piante locali muniti di etichette di riconoscimento. La potenza generata dai generatori Diesel è di 240 volt CA, come sulla terraferma. Non vi sono trasporti pubblici né una copertura di telefonia mobile, ma i telefoni pubblici, i servizi fax e internet sono presenti, così come una stazione radio locale e un bollettino, The Signal.
Le strutture per i turisti spaziano dai lodge di lusso agli appartamenti e alle ville. La valuta è il dollaro australiano e ci sono due banche. Non esistono strutture per i campeggiatori e il campeggio nelle zone remote non è consentito. Allo scopo di proteggere il fragile ambiente della Piramide di Ball (che ospita l'ultima popolazione rimasta in natura dell'insetto stecco di Lord Howe, in pericolo di estinzione), le arrampicate sportive sono vietate. Sull'isola non sono ammessi animali domestici senza l'autorizzazione del consiglio. Gli abitanti utilizzano l'acqua piovana che si raccoglie nei serbatoi, che viene integrata con acqua di trivellazione per le docce e per il bucato.

#### Attività

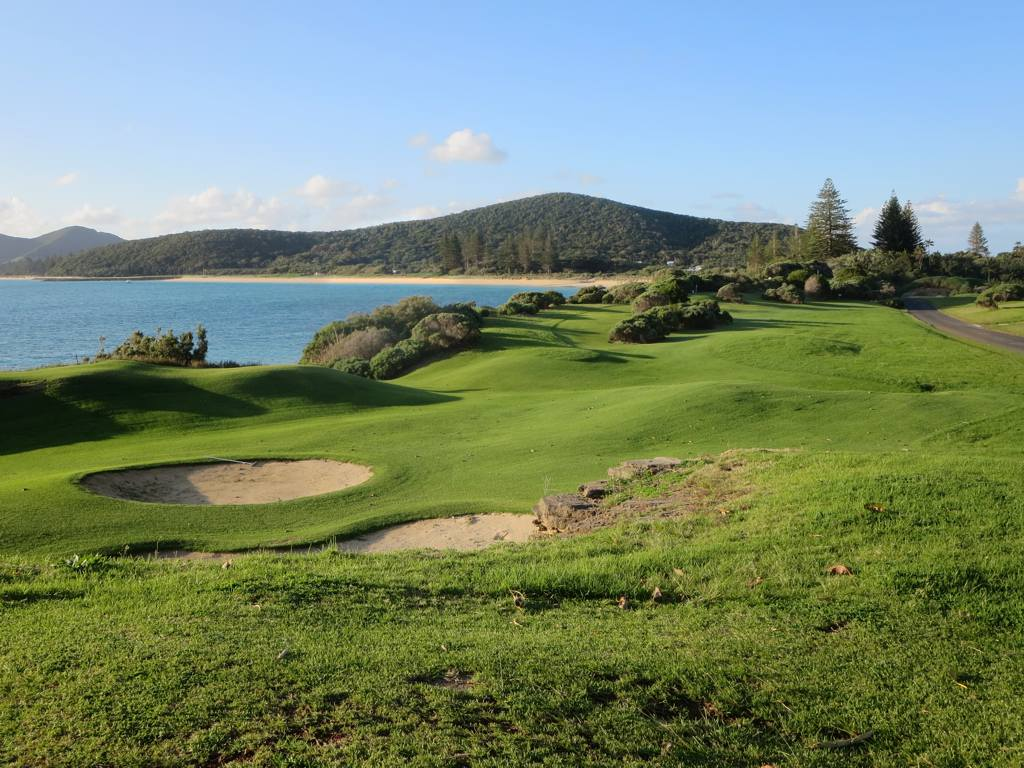
Il campo da golf di Lord Howe.

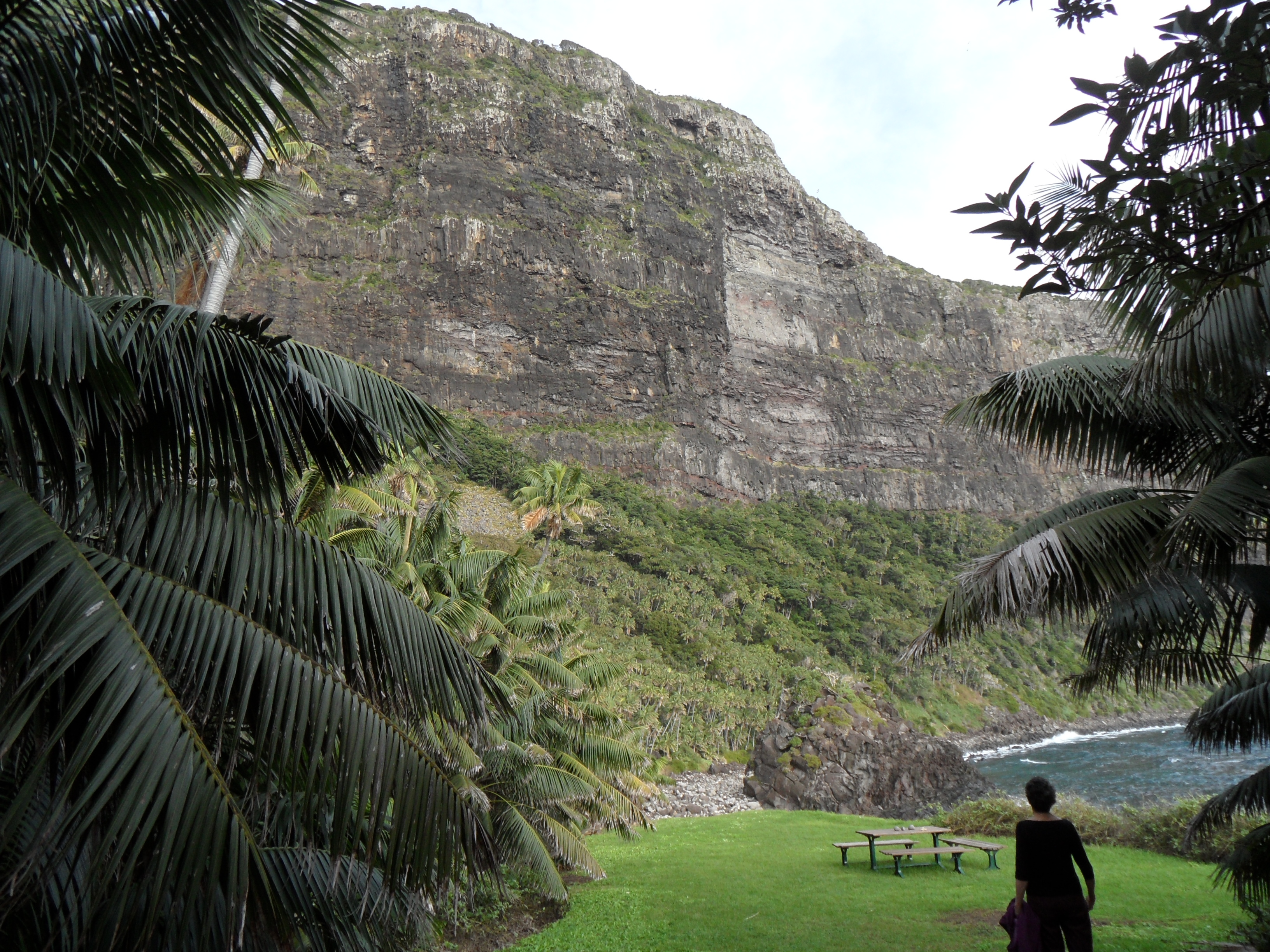
Trekking lungo il sentiero Little Island (in basso a destra) - Mount Lidgbird.

Dal momento che le distanze tra i siti di interesse sono brevi, il principale mezzo di trasporto sull'isola è la bicicletta. Tra le attività turistiche che è possibile praticare vi sono il golf (9 buche), il lawn bowls, il tennis, la pesca (inclusa la pesca d'altura), la vela, il windsurf, il kitesurfing, il kayaking e le gite in barca (comprese escursioni con barche dal fondo di vetro nella laguna). Anche il nuoto, lo snorkeling e le immersioni subacquee sono attività popolari nella laguna e al largo di Tenth of June Island, un piccolo sperone roccioso nel Gruppo dell'Ammiragliato, dove un pianoro sottomarino scende per 36 m rivelando estese fioriture di gorgonie e coralli neri sulle pareti verticali. Altri siti di immersione si trovano al largo della Piramide di Ball, a 26 km di distanza, dove si trovano fosse, grotte e pareti di roccia vulcanica che si inabissano.
Lungo i numerosi sentieri si possono effettuare trekking, escursioni naturalistiche e visite guidate; il sentiero più impegnativo è quello che conduce alla cima del monte Gower dopo un'escursione guidata di otto ore. Sull'isola ci sono 11 spiagge: a Ned's Beach è molto popolare dare da mangiare a ricciole (Seriola lalandi) di un metro di lunghezza e a grandi labri. L'isola è percorsa da sentieri di difficoltà variabile da 1 a 5; tra questi figurano: a nord il Transit Hill (2 km; 2 ore andata e ritorno), il Clear Place (1-2 ore andata e ritorno), lo Stevens Reserve, il North Bay (4 km; 4 ore andata e ritorno), il Mount Eliza, l'Old Gulch (300 m; 20 minuti andata e ritorno), il Malabar Hill/Kims Lookout (7 km; 3-5 ore andata e ritorno); a sud: il Goat House Cave (6 km; 5 ore andata e ritorno); il Mount Gower (14 km; 8 ore andata e ritorno), il Rocky Run/Boat Harbour; l'Intermediate Hill (1 km; 45 minuti andata e ritorno) e il Little Island (3 km; 40 minuti andata e ritorno). Gli sportivi che vogliono effettuare un'arrampicata devono prima ottenere il permesso dal Lord Howe Island Board.

## Geografia

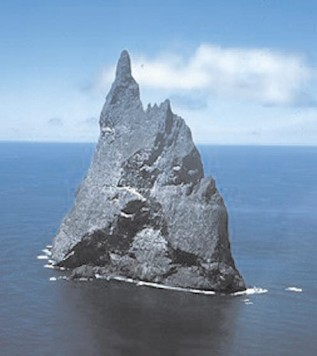
La Piramide di Ball, 23 km a sud-est dell'isola principale.

L'isola di Lord Howe è un residuo vulcanico a forma di mezzaluna irregolare nell'oceano Pacifico sud-occidentale. Situata nel mar di Tasman tra l'Australia e la Nuova Zelanda, l'isola si trova a 600 km ad est di Port Macquarie, sulla terraferma, a 702 km a nord-est di Sydney e a circa 772 km dall'isola di Norfolk a nord-est. L'isola misura circa 10 km di lunghezza e tra 0,3 e 2,0 km di larghezza e copre un'area di 14,55 km². Lungo la costa occidentale si trova una laguna corallina semi-chiusa e riparata con sabbia bianca, la più accessibile delle 11 spiagge dell'isola.

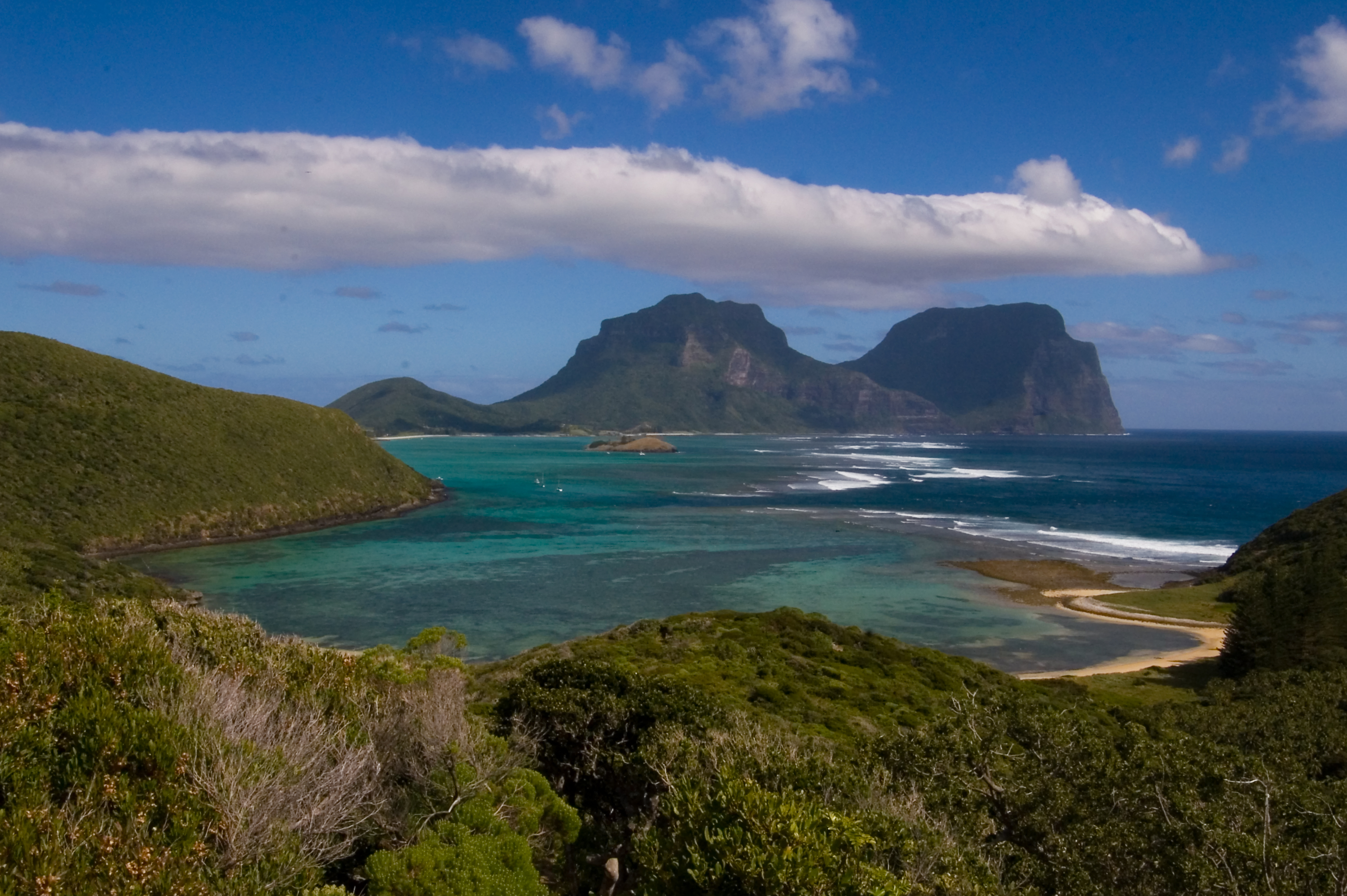
I monti Lidgbird e Gower visti dal monte Eliza.

Entrambe le sezioni dell'isola, settentrionale e meridionale, sono costituite da alture ammantate da foresta relativamente incontaminata; a sud si trovano due montagne vulcaniche, il monte Lidgbird (777 m) e il monte Gower, che, con i suoi 875 m, è il punto più alto dell'isola. Le due montagne sono separate dalla sella della Erskine Valley. Nel nord, dove vive la maggior parte della popolazione, i punti più alti sono il Malabar (209 m) e il monte Eliza (147 m). Tra questi due altopiani si estende un'area di pianura disboscata dove si trovano qualche terreno agricolo, la pista di atterraggio e le abitazioni.
Il gruppo dell'isola di Lord Howe comprende 28 isole, isolotti e scogli. Oltre alla stessa Lord Howe, la più grande tra questi è l'isolotto roccioso appuntito denominato Piramide di Ball, un vulcano eroso alto 562 m situato circa 23 km a sud-est, disabitato dagli esseri umani ma colonizzato da un gran numero di uccelli. Essa ospita l'unica popolazione selvatica conosciuta dell'insetto stecco di Lord Howe, precedentemente ritenuto estinto. A nord si trova il Gruppo dell'Ammiragliato, un ammasso di sette piccole isole disabitate. Appena al largo della costa orientale si trova Mutton Bird Island (4,5 ettari) e nella laguna Blackburn (o Rabbit) Island (3 ettari).

### Origini geologiche

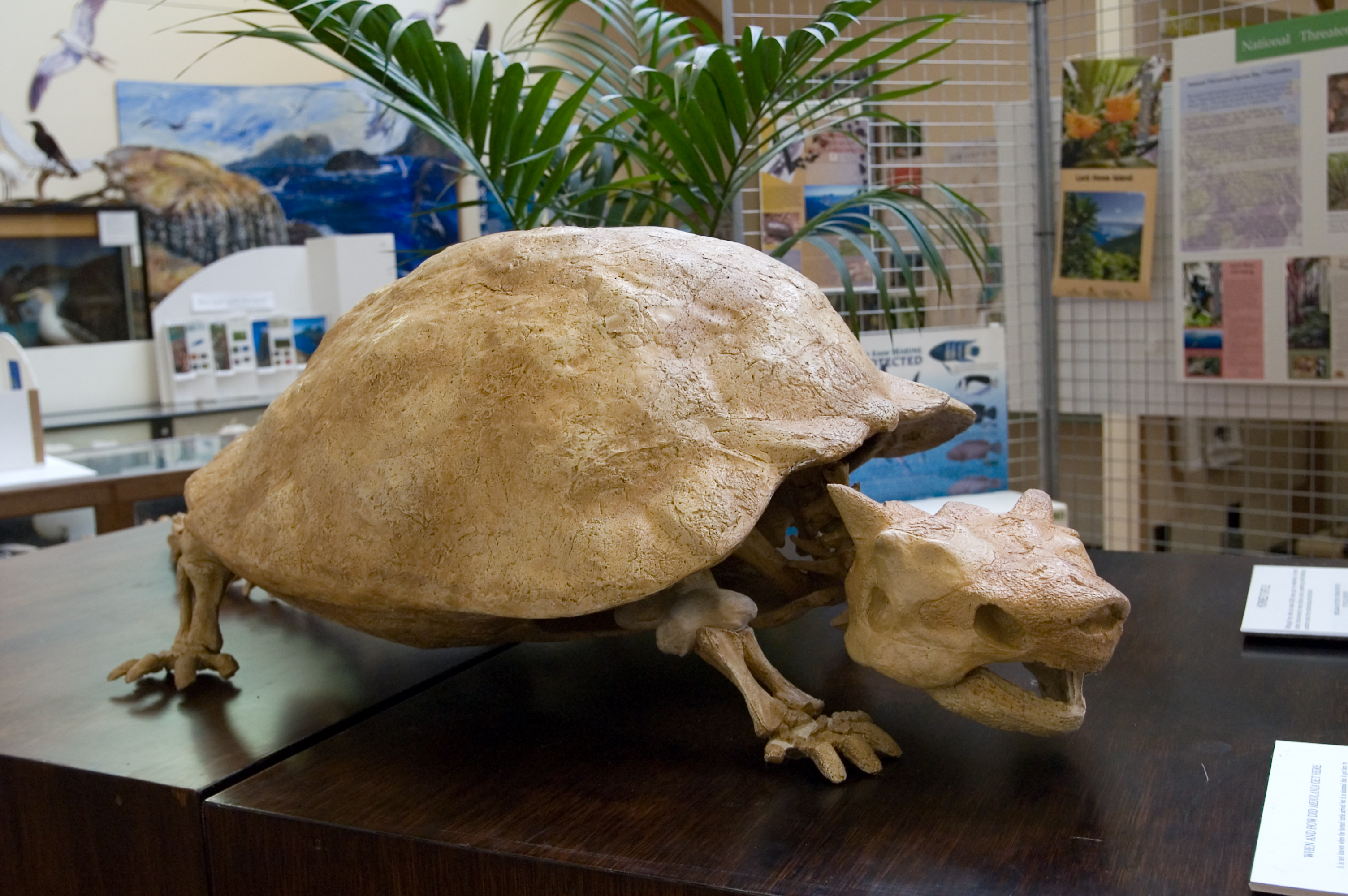
Lo scheletro della tartaruga cornuta estinta Meiolania platyceps in mostra al Museo marittimo.

L'isola di Lord Howe è formata dai resti altamente erosi di un vulcano a scudo di 7 milioni di anni fa, le cui eruzioni si protrassero per circa 500.000 anni. È una delle catene di isole che si trovano lungo il margine occidentale di un pianoro sottomarino, il Lord Howe Rise, che si estende per 3000 km di lunghezza e 300 di larghezza dalla Nuova Zelanda fino ad ovest della Nuova Caledonia ed è costituito da rocce continentali che si separarono dalla placca australiana 60-80 milioni di anni fa per formare una nuova crosta nelle profondità del bacino di Tasman. La piattaforma fa parte della Zealandia, un microcontinente grande quasi la metà dell'Australia che si è gradualmente inabissato dopo essersi separato dal supercontinente Gondwana. La catena sottomarina di Lord Howe è formata da guyot ricoperti da coralli che si estendono a nord dell'isola per 1000 km; di essa fanno parte le scogliere di Middleton (distante 220 km) e di Elizabeth (distante 160 km), che oggi costituiscono una riserva marina protetta. Questa catena di nove picchi vulcanici fu prodotta probabilmente dallo spostamento verso nord della placca indo-australiana sopra un punto caldo stazionario, pertanto i guyot più antichi sono quelli più settentrionali e si formarono man mano che la placca si spostò verso nord a una velocità di 6 cm all'anno (vedi Tettonica delle placche).

### Basalti e calcareniti

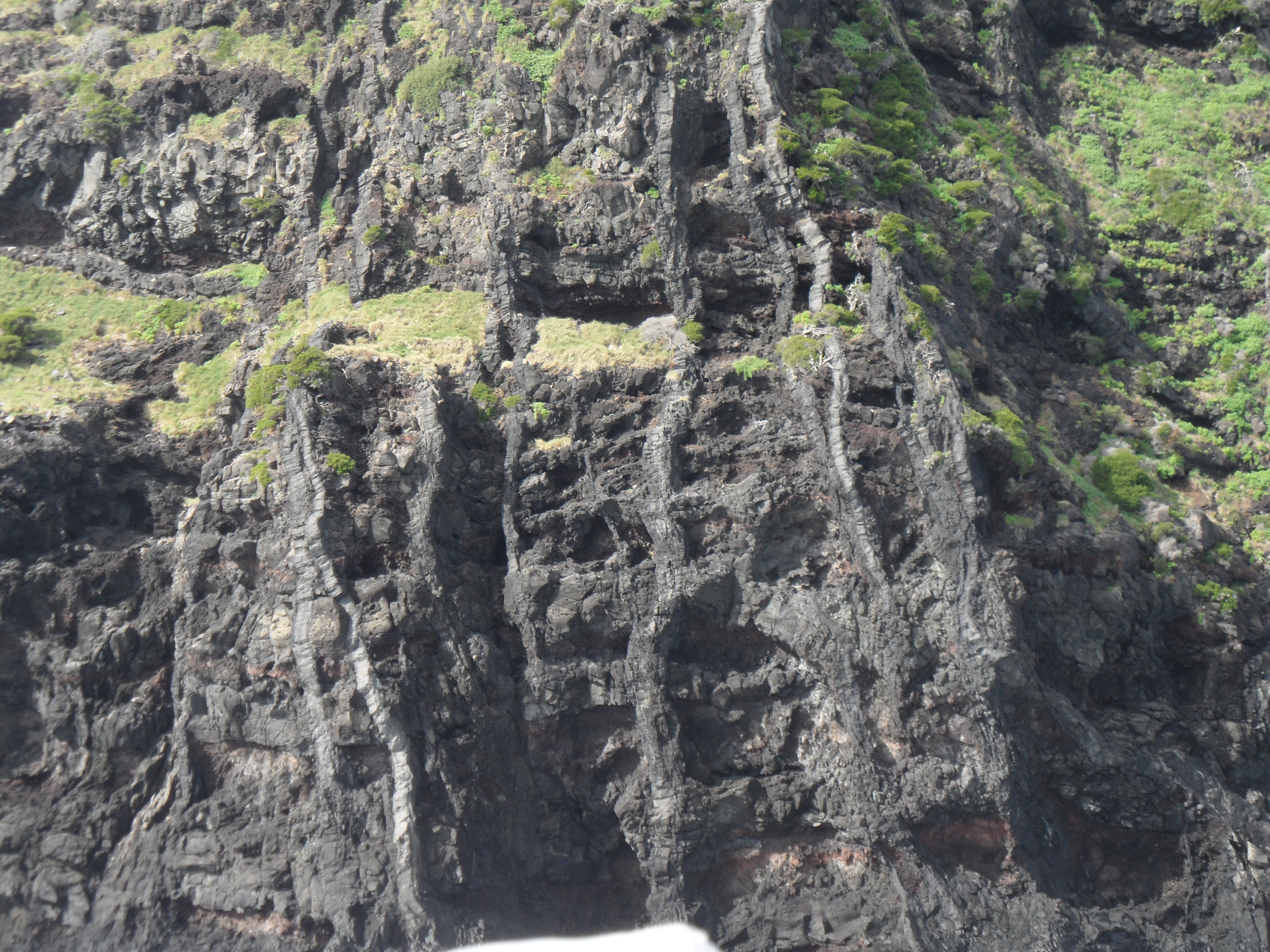
Dicchi di basalto nelle falesie orientali.

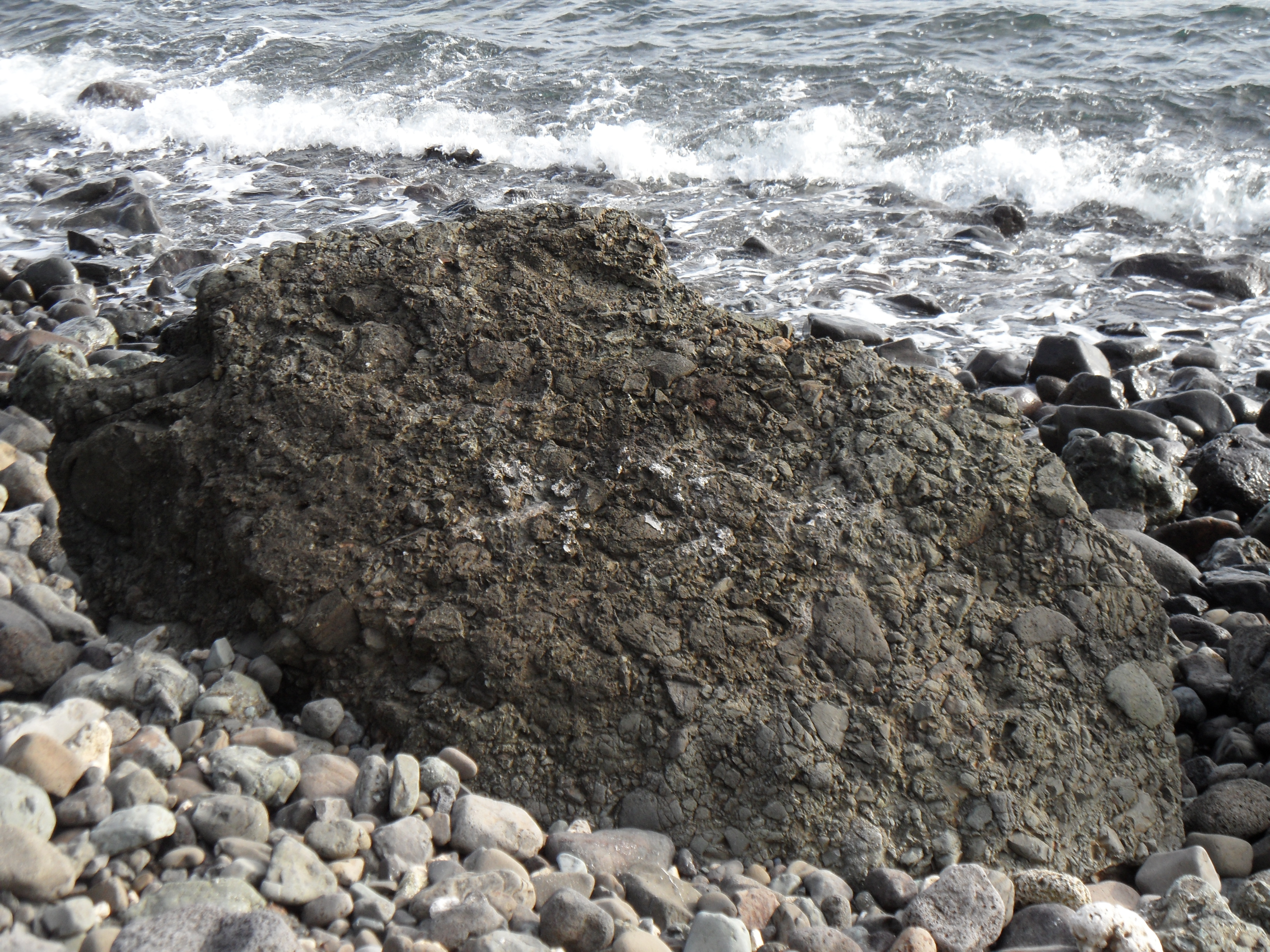
Breccia vulcanica sulla spiaggia del monte Lidgbird.

Le principali caratteristiche fisiche dell'isola sono state prodotte durante due periodi di attività vulcanica. Il primo ebbe luogo circa 6,9 milioni di anni fa e portò alla formazione delle colline settentrionali e centrali, mentre i più giovani, seppur fortemente erosi, monti Gower e Lidgbird si formarono circa 6,3 milioni di anni fa da successivi flussi di lava basaltica (il basalto è una roccia ignea estrusiva) che un tempo riempivano una grande caldera (cratere) e che ora si possono vedere sotto forma di strati basaltici orizzontali sulle falesie montane (sul Malabar e sul monte Gower) occasionalmente intervallati da dicchi (intrusioni di lava verticali). I resti geologici piroclastici dell'eruzione vulcanica si possono vedere su Roach Island (15 ettari), dove si trovano le rocce più antiche, e a Boat Harbour sotto forma di tufo (ceneri), brecce (ciottoli a spigoli vivi) e agglomerati («bombe» arrotondate). Al largo del pianoro di Lord Howe, le acque del mare si inabissano fino a 2000 m, per scendere poi fino a 4000 ad ovest di esso. Dalle dimensioni della roccia su cui sorge l'isola, è stato calcolato che l'isola continuerà a erodersi fino a raggiungere 1/40 delle sue dimensioni originali.

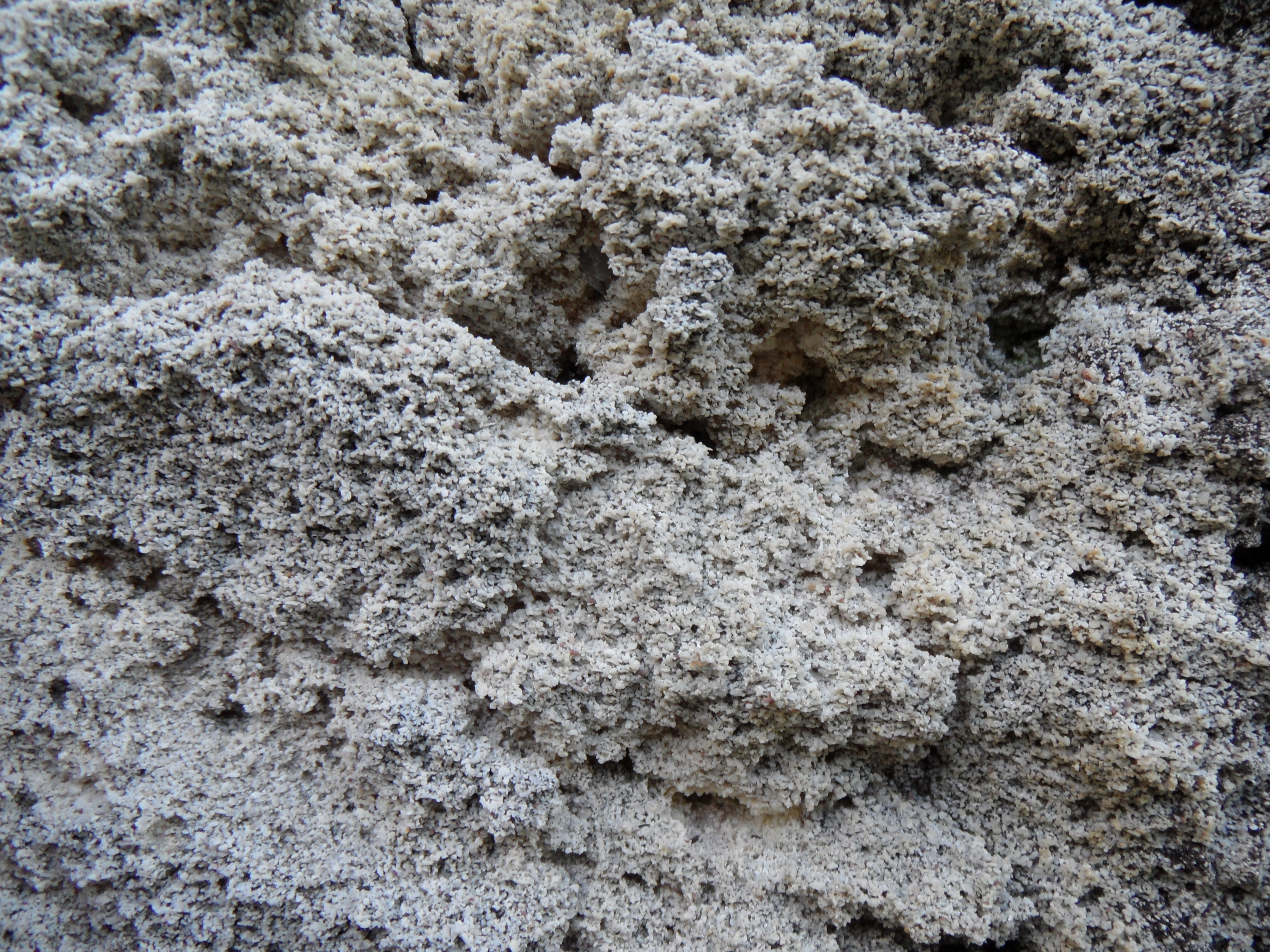
Primo piano di calcarenite lungo la Andersons Road.

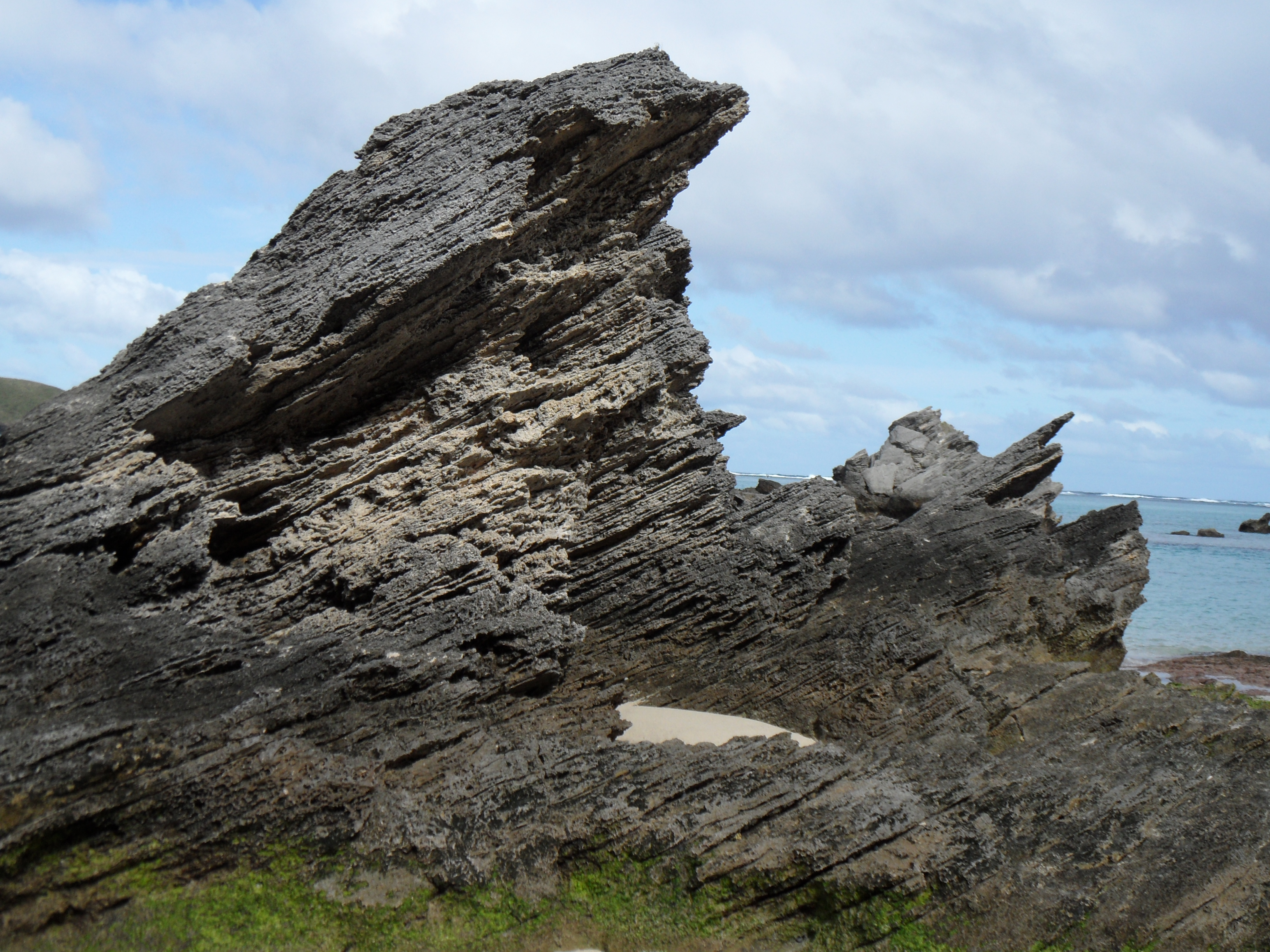
Calcarenite stratificata a Lagoon Beach.

Ai piedi di queste montagne le rocce e il terreno sono costituiti da calcarenite, una sabbia corallina che i venti hanno trasportato nell'entroterra durante il Pleistocene tra 130.000 e 20.000 anni fa e cementata in piani stratificati dalla percolazione dell'acqua. In questa roccia sono stati rinvenuti resti fossili di ossa e uova di uccelli, di chiocciole terrestri e marine e della tartaruga cornuta Meiolania platyceps, una specie endemica estinta; oggi si ritiene che quest'ultima sia stata una forma relitta di una testuggine incapace di nuotare i cui parenti più prossimi vivevano nell'America del Sud. La parte concava dell'isola ospita una laguna cinta da una barriera corallina, la più meridionale del mondo (31° sud di latitudine). La sabbia della spiaggia, invece che da granelli di quarzo derivati dal granito, così come sulla terraferma, è costituita da frammenti di conchiglie, coralli e alghe coralline, insieme a granelli di basalto e minerali basaltici come il diopside nero e l'olivina verde. La pianura è costituita da terreni alluvionali.
L'isola continua a erodersi rapidamente e si prevede che sarà completamente sommersa dalle acque entro 200.000 anni, assumendo un aspetto simile alle scogliere di Middleton e di Elizabeth.

### Clima
L'isola di Lord Howe ha un clima subtropicale umido (Cfa secondo la classificazione dei climi di Köppen).
In generale le estati sono caldo-torride con precipitazioni irregolari, ma occasionalmente abbondanti, mentre gli inverni sono molto miti con piogge più o meno uniformi. La transizione dalle condizioni climatiche estive a quelle invernali e viceversa è graduale. I venti, frequenti e salmastri, variano da quelli orientali moderati che soffiano in estate a quelli occidentali, più o meno violenti, che soffiano in inverno. Luglio è il mese più ventoso e in generale tutti i mesi invernali sono soggetti a frequenti tempeste e forti venti. In media le giornate serene sono 67,8 all'anno.
Occasionalmente sull'isola si abbattono anche tempeste e cicloni. Le registrazioni delle piogge vengono effettuate nel nord dell'isola, dove le precipitazioni sono inferiori rispetto alle montagne del sud, spesso avvolte dalle nuvole. Da un anno all'altro possono verificarsi grandi variazioni nelle precipitazioni. Luglio e agosto sono i mesi più freddi, con temperature minime medie intorno ai 13 °C ma senza gelate notturne. Le temperature massime medie variano dai 17-20 °C in inverno ai 24-27 °C in estate. L'umidità media è compresa tra il 60 e il 70% durante tutto l'anno, ma si fa maggiormente sentire nelle giornate estive più calde che nei mesi invernali più freddi.
La temperatura media del mare varia da 20,0 °C a luglio, agosto e settembre a 25,3 °C a marzo.
| Isola di Lord Howe         | Mesi  | Mesi  | Mesi  | Mesi  | Mesi  | Mesi  | Mesi  | Mesi  | Mesi  | Mesi  | Mesi  | Mesi  | Stagioni | Stagioni | Stagioni | Stagioni | Anno    |
| Isola di Lord Howe         | Gen   | Feb   | Mar   | Apr   | Mag   | Giu   | Lug   | Ago   | Set   | Ott   | Nov   | Dic   | Inv      | Pri      | Est      | Aut      | Anno    |
| -------------------------- | ----- | ----- | ----- | ----- | ----- | ----- | ----- | ----- | ----- | ----- | ----- | ----- | -------- | -------- | -------- | -------- | ------- |
| T. max. media (°C)         | 25,3  | 25,7  | 24,8  | 23,2  | 21,4  | 19,8  | 18,9  | 18,9  | 20,0  | 20,8  | 22,3  | 24,0  | 25,0     | 23,1     | 19,2     | 21,0     | 22,1    |
| T. min. media (°C)         | 20,6  | 21,0  | 20,0  | 18,0  | 16,3  | 14,8  | 13,9  | 13,5  | 14,6  | 15,7  | 17,4  | 19,2  | 20,3     | 18,1     | 14,1     | 15,9     | 17,1    |
| T. max. assoluta (°C)      | 29,9  | 31,3  | 28,2  | 27,0  | 25,2  | 23,9  | 22,4  | 23,4  | 23,3  | 24,9  | 28,0  | 28,3  | 31,3     | 28,2     | 23,9     | 28,0     | 31,3    |
| T. min. assoluta (°C)      | 13,1  | 14,7  | 13,4  | 11,2  | 9,1   | 7,5   | 6,6   | 6,6   | 5,9   | 7,8   | 9,2   | 11,4  | 11,4     | 9,1      | 6,6      | 5,9      | 5,9     |
| Precipitazioni (mm)        | 113,5 | 112,6 | 131,9 | 134,2 | 157,7 | 173,1 | 141,0 | 107,7 | 110,7 | 106,1 | 110,3 | 102,4 | 328,5    | 423,8    | 421,8    | 327,1    | 1 501,2 |
| Giorni di pioggia          | 13,1  | 13,2  | 15,9  | 18,6  | 20,8  | 21,7  | 23,2  | 20,4  | 16,5  | 14,3  | 13,6  | 13,5  | 39,8     | 55,3     | 65,3     | 44,4     | 204,8   |
| Umidità relativa media (%) | 69    | 66    | 67    | 67    | 66    | 66    | 66    | 64    | 68    | 68    | 67    | 66    | 67       | 66,7     | 65,3     | 67,7     | 66,7    |

## Flora e fauna

### Piante

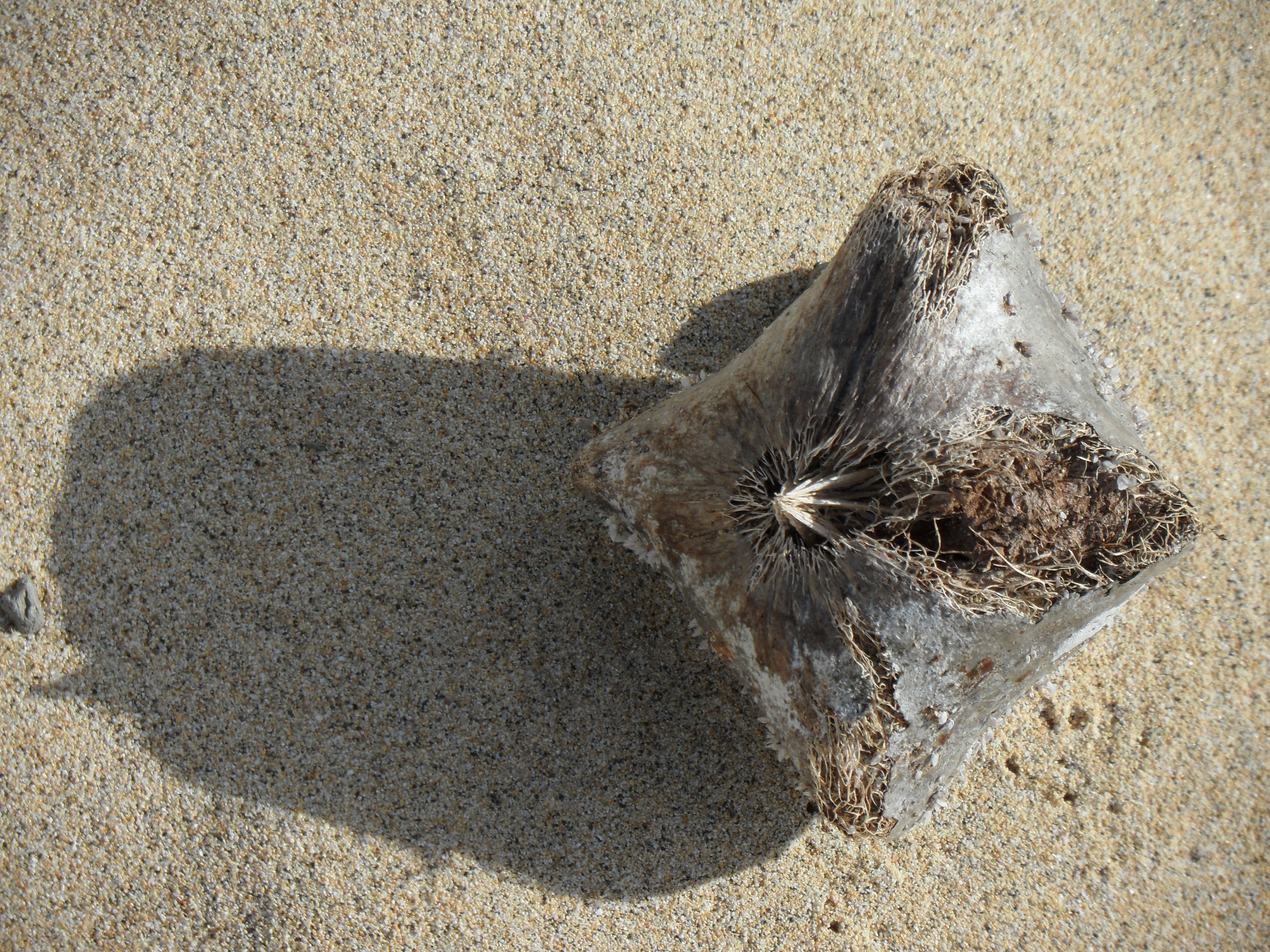
Un frutto a forma di scatola della Barringtonia asiatica spiaggiatosi a Blinky Beach.

L'isola di Lord Howe costituisce una distinta ecoregione terrestre nota come «foreste subtropicali dell'isola di Lord Howe». Fa parte dell'ecozona australasiana e condivide molte affinità biotiche con l'Australia, la Nuova Guinea e la Nuova Caledonia. Quasi la metà delle piante native dell'isola è endemica e molte di queste crescono sulla cima delle montagne o nei loro pressi, dove l'altitudine ha consentito lo sviluppo di una vera foresta nebulosa e di molti microhabitat differenti dal livello del mare alle vette. Tra le forme vegetali maggiormente degne di nota vi sono le palme (Arecaceae) appartenenti al genere endemico Howea, note comunemente come palme kentia e popolari piante d'appartamento. Le esportazioni di questa palma forniscono ogni anno un reddito di oltre 2 milioni di dollari australiani, costituendo l'unica importante attività economica dell'isola oltre al turismo.

#### Origine

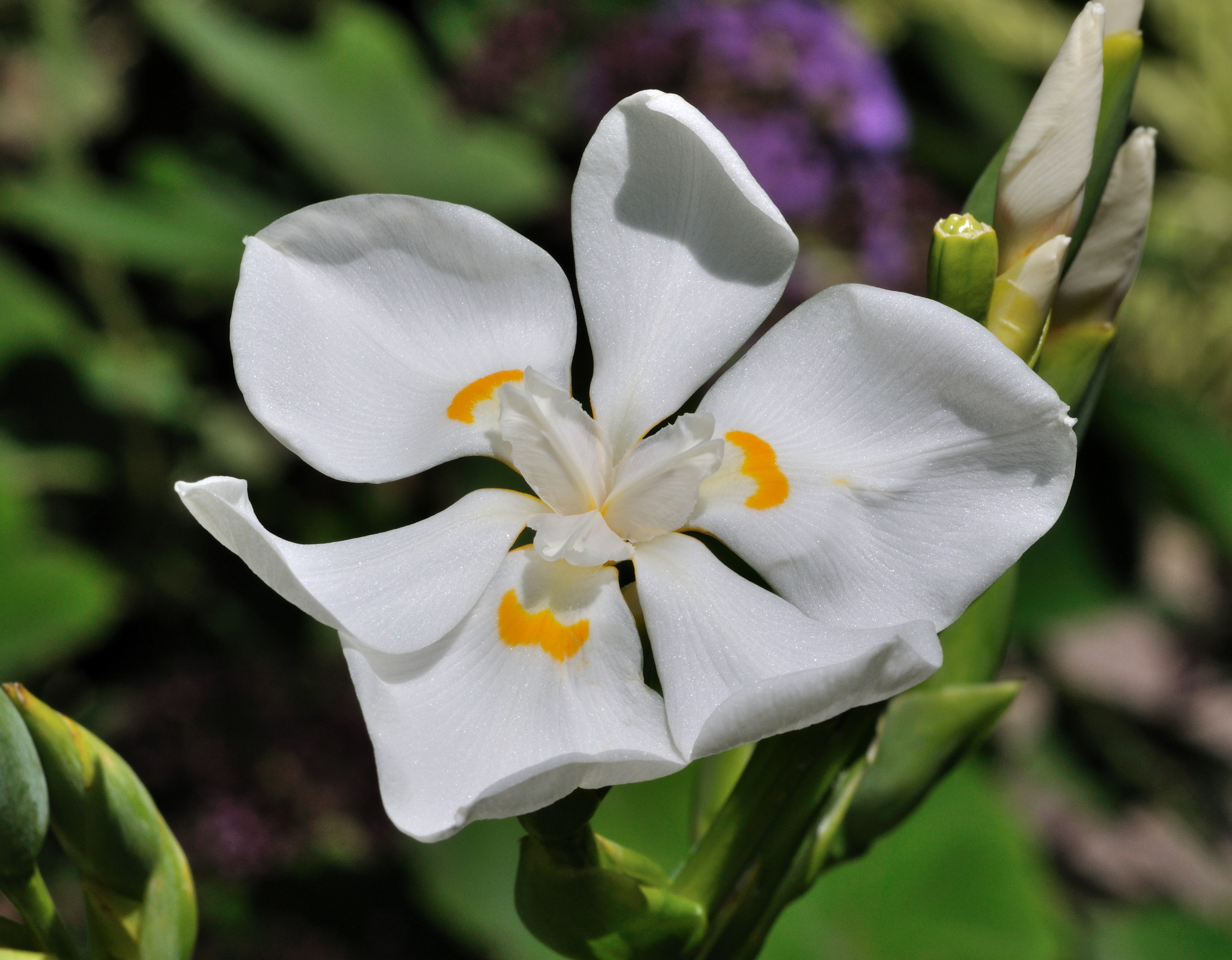
L'iris delle fate (Dietes robinsoniana).

In termini geologici, l'isola di Lord Howe, formatasi 7 milioni di anni fa, è relativamente giovane e non ha mai fatto parte di alcun continente: di conseguenza, le specie animali e vegetali che la popolano provengono dall'altra parte del mare e sono state trasportate dal vento, dall'acqua o dagli uccelli, forse approfittando in passato di altre isole oggi scomparse sotto le onde che hanno consentito ad esse di passare da un'isola all'altra. Tuttavia, l'isola è molto remota ed ha avuto tempo a sufficienza perché si sviluppassero specie endemiche. L'alto grado di endemismo è enfatizzato dalla presenza di cinque generi endemici: Negria, Lordhowea, Howea, Lepidorrhachis e Hedyscepe. La flora dell'isola è simile a quella dell'isola di Norfolk: le due isole condividono alcune specie endemiche, ad esempio la vite rampicante Calystegia affinis, in pericolo critico di estinzione. La flora di queste due isole è più strettamente imparentata con quella della Nuova Zelanda e della Nuova Caledonia che con quella dell'Australia. Inoltre, esiste anche un piccolo, ma concreto, collegamento con la flora delle Vanuatu. Per quanto riguarda le affinità più strette con la flora continentale, la flora di Lord Howe è maggiormente imparentata con la vegetazione subtropicale del Queensland sud-orientale. Un legame con il Gondwana è indicato dalla presenza di specie endemiche come l'iris delle fate (Dietes robinsoniana), i cui unici parenti viventi si trovano in Sudafrica.
La vegetazione dell'isola è ancora relativamente incontaminata e presenta un gran numero di specie rare, per il 44% endemiche dell'isola. Con una diversità di condizioni che vanno dalle valli alle creste, dalle pianure alle cime delle montagne avvolte dalla nebbia, si è sviluppata un'ampia gamma di comunità vegetali differenti, che sono state ampiamente analizzate e mappate. Tra i muschi è presente lo Spiridens muelleri. Vi sono 57 specie di felci, di cui 25 endemiche: sono più abbondanti negli ambienti umidi della parte meridionale dell'isola, in particolare nelle parti più elevate del monte Gower; forse le più degne di nota sono le quattro felci arboree del genere Cyathea che vivono sulle montagne meridionali.
| Totali | Indigene | Endemiche   | Naturalizzate |
| ------ | -------- | ----------- | ------------- |
| 459    | 241      | 105 (43,6%) | 218 (47,5%)   |

#### Comunità vegetali e piante particolari
Le comunità vegetali dell'isola sono state classificate in nove categorie: foresta pluviale subtropicale di pianura, foresta pluviale submontana, foresta e boscaglia nebulosa, foresta paludosa di pianura, formazione di mangrovie e prateria di fanerogame marine, boscaglia costiera e vegetazione delle falesie, boscaglia e terreno erboso interni, vegetazione delle isole al largo, vegetazione costiera e della spiaggia, e vegetazione disturbata. Alcune piante catturano immediatamente l'occhio del visitatore. Il fico strangolatore (Ficus macrophylla subsp. columnaris) è un albero imponente dal tronco sostenuto da contrafforti e radici aeree pendule; si può vedere lungo il sentiero per Clear Place e nei pressi di Ned's Beach. L'albero del pandano (Pandanus forsteri) possiede spettacolari radici simili a tepee e frutti simili ad ananas che assumono un colore rosso-arancio quando sono maturi; le sue foglie dure vengono utilizzate per fabbricare ceste. Si incontra nelle zone umide come i letti dei torrenti e se ne possono vedere ottimi esemplari lungo il sentiero di Boat Harbour. Sull'isola sono presenti dieci specie di orchidee; quella maggiormente degna di nota è l'orchidea dei cespugli (Dendrobium gracilicaule var. howeanum), che cresce in pianura, sia sugli alberi che sulle rocce, e presenta fiori color crema in agosto e settembre. Altri fiori degni di nota che è possibile ammirare in estate sono, sulle pendici delle montagne, quelli rossi e dall'aspetto piumoso della rosa di montagna (Metrosideros nervulosa e Metrosideros sclerocarpa), quelli gialli, piccoli e raggruppati, della corokia (Corokia carpodetoides), quelli arancioni e rotondi dell'albero delle zucche (Negria rhabdothamnoides) e le spighe bianche dell'albero di Fitzgerald (Dracophyllum fitzgeraldii) La kava (Piper hooglandii) ha foglie grandi e aromatiche a forma di cuore. Dopo forti piogge, nelle foreste di palme è possibile vedere due specie endemiche di funghi bioluminescenti, Mycena chlorophanos e Omphalotus nidiformis.
Le specie vegetali più caratteristiche di Lord Howe, tuttavia, sono le palme: infatti, le palme kentia e le palme ricce dominano in modo particolare il paesaggio in molti luoghi, tenendo conto anche del fatto che la kentia riveste una speciale importanza economica. Tutte e quattro le specie di palme presenti sull'isola sono endemiche e spesso formano boschetti fitti e puri; quella che ha riscontrato un enorme successo mondiale come pianta da interni è la kentia o palma da paglia (Howea forsteriana). È una specie di pianura dalle fronde ricurve e dalle infiorescenze raggruppate in «mani» di tre-cinque, mentre la palma riccia (H. belmoreana), che vive in terreni leggermente più elevati, ha fronde dirette verso l'alto e «mani» solitarie. Sull'isola vi sono anche ibridi naturali tra queste due specie: un esemplare maturo sta tuttora crescendo nel vivaio dell'isola. Sui fianchi delle montagne, al di sopra dei 350 m circa, cresce la palma di montagna maggiore (Hedyscepe canterburyana), caratterizzata da frutti grandi, delle dimensioni di una pallina da golf, mentre la palma di montagna minore (Lepidorrhachis mooreana) ha frutti delle dimensioni di una biglia e si trova solo sulle cime delle montagne.

### Animali
Sull'isola non vi sono serpenti, né piante o insetti e altri animali velenosi o in grado di pungere; nelle acque di fronte alle spiagge non vi sono neanche squali pericolosi, sebbene degli squali tigre siano stati segnalati lungo il versante roccioso dell'isola.

#### Uccelli

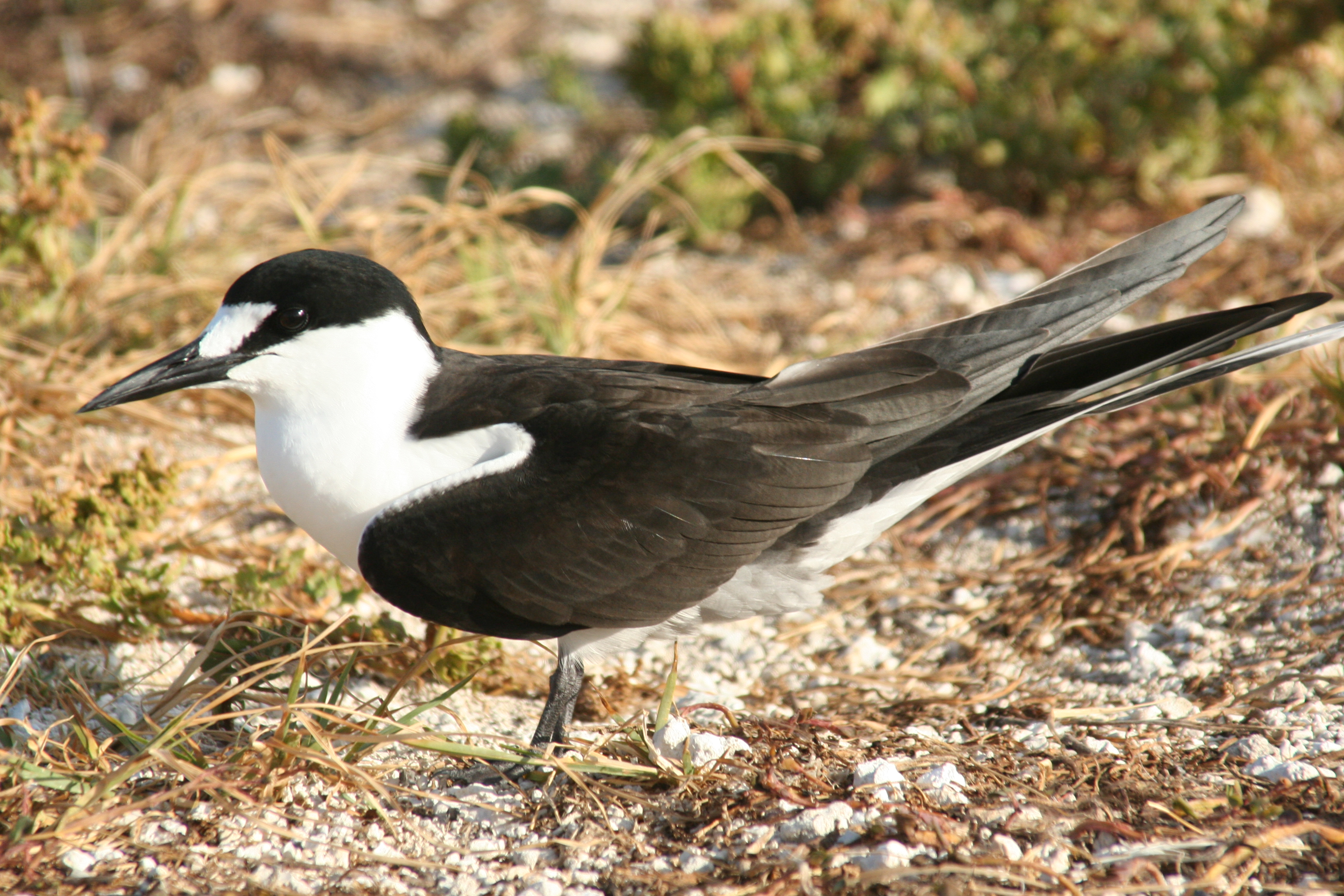
Le sterne scure sono gli uccelli marini nidificanti più numerosi e sono comuni lungo la costa orientale.

Sull'isola sono state segnalate in totale 202 specie diverse di uccelli. Diciotto specie di uccelli di terra nidificano sull'isola e molte altre specie migratrici visitano l'isola e gli isolotti adiacenti: molte di esse sono abbastanza fiduciose da consentire all'uomo di avvicinarsi abbastanza. L'isola è stata identificata da BirdLife International come Endemic Bird Area e la Permanent Park Preserve come Important Bird Area, in quanto essa ospita l'intera popolazione del rallo di Lord Howe, la maggior parte della popolazione nidificante del petrello di Solander, oltre l'1% della popolazione mondiale di altre cinque specie di uccelli marini e l'intera popolazione di tre sottospecie endemiche.
Quattordici specie di uccelli marini nidificano sull'isola. I fetonti codarossa possono essere visti in gran numero mentre volano in cerchio sulle falesie del Malabar, dove eseguono rituali di corteggiamento acrobatici. Tra agosto e maggio, migliaia di berte zampecarnicine e di berte del Pacifico tornano sull'isola ogni giorno al tramonto. Dal Little Island Track, tra marzo e novembre, è possibile osservare anche uno degli uccelli più rari del mondo, il petrello di Solander, estremamente fiducioso, mentre esegue i suoi rituali di corteggiamento durante la stagione degli amori invernale. L'isola è stata il suo unico luogo di nidificazione per molti anni dopo che la colonia riproduttiva dell'isola di Norfolk venne sterminata alla fine del XIX secolo, sebbene una piccola popolazione sopravviva nell'adiacente Phillip Island. Nel 1914, l'ornitologo Roy Bell, mentre raccoglieva esemplari per Gregory Mathews, scoprì che sul monte Gower nidificava il petrello delle Kermadec, mentre il petrello alinere è stato confermato come nidificante solo nel 1971: il suo numero è aumentato in seguito all'eliminazione dei gatti randagi dall'isola.

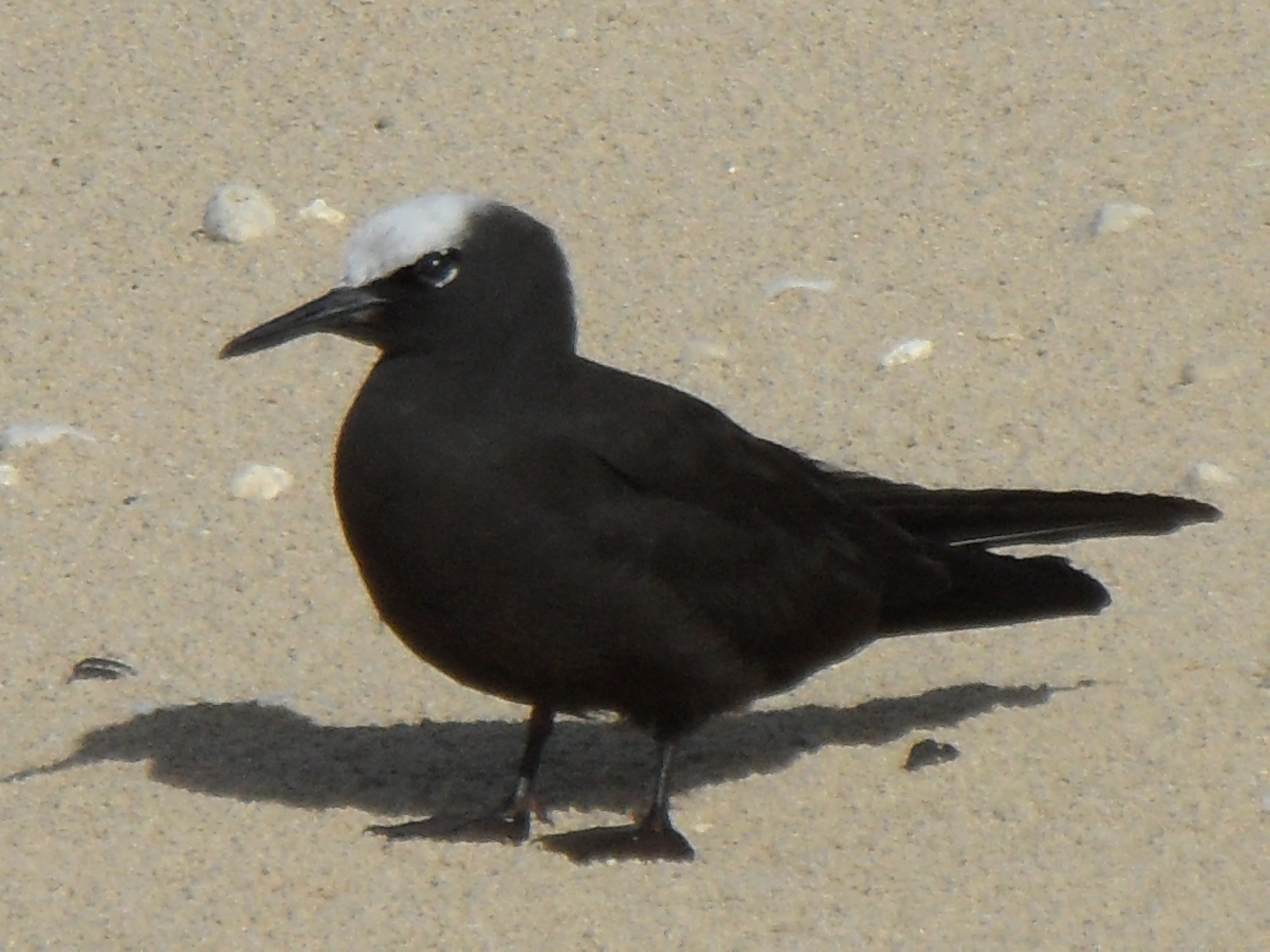
Sterna stolida nera a North Beach.

La berta zampecarnicine, che si riproduce in gran numero sull'isola principale in primavera-autunno, un tempo doveva subire il prelievo dei nidiacei da parte degli isolani, che ne mangiavano le carni. La berta del Pacifico e la berta minore fosca si riproducono sull'isola principale e sugli isolotti circostanti, sebbene sull'isola principale si trovi solamente un numero esiguo di rappresentanti di quest'ultima. Roy Bell scoprì anche che sull'isola nidifica l'uccello delle tempeste panciabianca. Le sule mascherate sono gli uccelli marini più grandi che si riproducono a Lord Howe e possono essere viste nidificare e planare lungo le scogliere a Mutton Bird Point durante tutto l'anno. Le sterne scure possono essere viste sull'isola principale a Ned's e a Middle Beach, a North Bay e a Blinkey Beach; sono gli uccelli marini nidificanti più numerosi dell'isola e in passato le loro uova venivano raccolte per essere mangiate. Le sterne stolide e le sterne stolide nere fanno il nido sugli alberi e nei cespugli, mentre le sterne bianche depongono in equilibrio precario il loro singolo uovo in una leggera depressione sul ramo di un albero e le sterne stolide grigie depongono le loro uova nelle cavità della scogliera.
A Lord Howe vivono sottospecie endemiche di tre specie di passeriformi, lo zufolatore dorato, l'occhialino dorsogrigio e la gazza chiassosa bianca e nera. La specie simbolo dell'isola, l'endemico rallo di Lord Howe, incapace di volare, è l'unico rappresentante sopravvissuto del suo genere; i suoi antenati erano in grado di volare, ma dal momento che quest'isola era priva di predatori e ricca di cibo, tale capacità è andata persa. Ciò ha reso questa specie una facile preda per gli isolani e gli animali randagi, tanto che, negli anni '70, la popolazione era scesa sotto le 30 unità. Dal 1978 al 1984, comunque, gli animali randagi sono stati rimossi e i ralli furono allevati in cattività per essere poi reintrodotti con successo in natura. La popolazione è ora relativamente al sicuro e stabile.

#### Elenco degli uccelli endemici

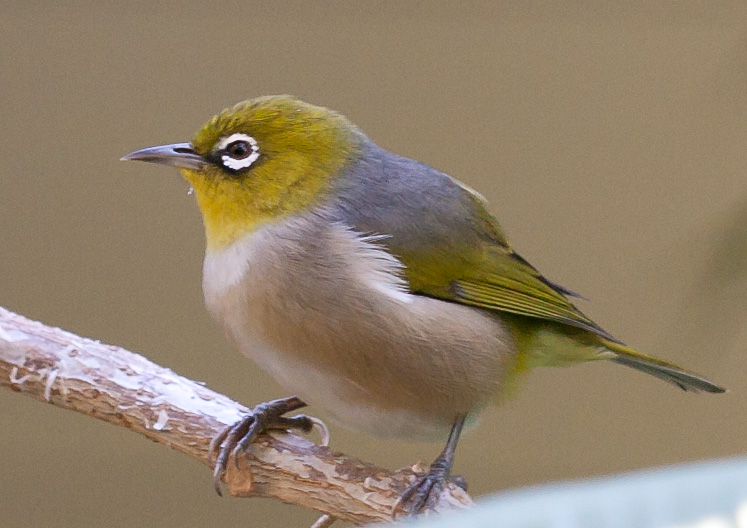
L'occhialino di Lord Howe (Zosterops lateralis tephropleurus).

- gazza chiassosa di Lord Howe, Strepera graculina crissalis (vulnerabile, sottospecie della gazza chiassosa bianca e nera);
- zufolatore di Lord Howe, Pachycephala pectoralis contempta (rischio minimo, sottospecie dello zufolatore dorato);
- occhialino di Lord Howe, Zosterops lateralis tephropleurus (vulnerabile, sottospecie dell'occhialino dorsogrigio);
- occhialino robusto, Zosterops strenuus †;
- gerigone di Lord Howe, Gerygone insularis †;
- coda a ventaglio di Lord Howe, Rhipidura fuliginosa cervina (†, sottospecie della coda a ventaglio fuligginosa);
- storno di Lord Howe, Aplonis fusca hulliana (†, sottospecie dello storno di Norfolk, anch'esso estinto);
- tordo di Lord Howe, Turdus poliocephalus vinitinctus (†, sottospecie del tordo isolano);
- parrocchetto di Lord Howe, Cyanoramphus subflavescens †;
- civetta di Lord Howe, Ninox novaeseelandiae albaria (†, sottospecie della civetta bubuk);
- rallo di Lord Howe, Hypotaenidia sylvestris (in pericolo);
- pollo sultano bianco, Porphyrio albus †;
- colomba di Lord Howe, Columba vitiensis godmanae (†, sottospecie della colomba golabianca).

#### Mammiferi, rettili e anfibi
Su queste isole sopravvive solo un mammifero nativo, il pipistrello Vespadelus darlingtoni. Un'altra specie di pipistrello, l'endemico Nyctophilus howensis, noto solamente a partire da un cranio, è ormai estinto, forse a seguito dell'introduzione del ratto nero.
Due rettili terricoli sono originari di questo gruppo insulare: uno scinco (Oligosoma lichenigera) e un geco (Christinus guentheri). Entrambi sono rari sull'isola principale, ma più comuni sulle isole minori al largo. Lo scinco arcobaleno (Lampropholis delicata) e la rana Litoria dentata sono stati introdotti accidentalmente dal continente australiano. Durante il Pleistocene, qui viveva una testuggine terrestre gigante, la Meiolania platyceps, endemica dell'isola, ma attualmente si pensa che sia scomparsa prima dell'occupazione umana a causa dell'innalzamento postglaciale del livello dei mari.

#### Invertebrati

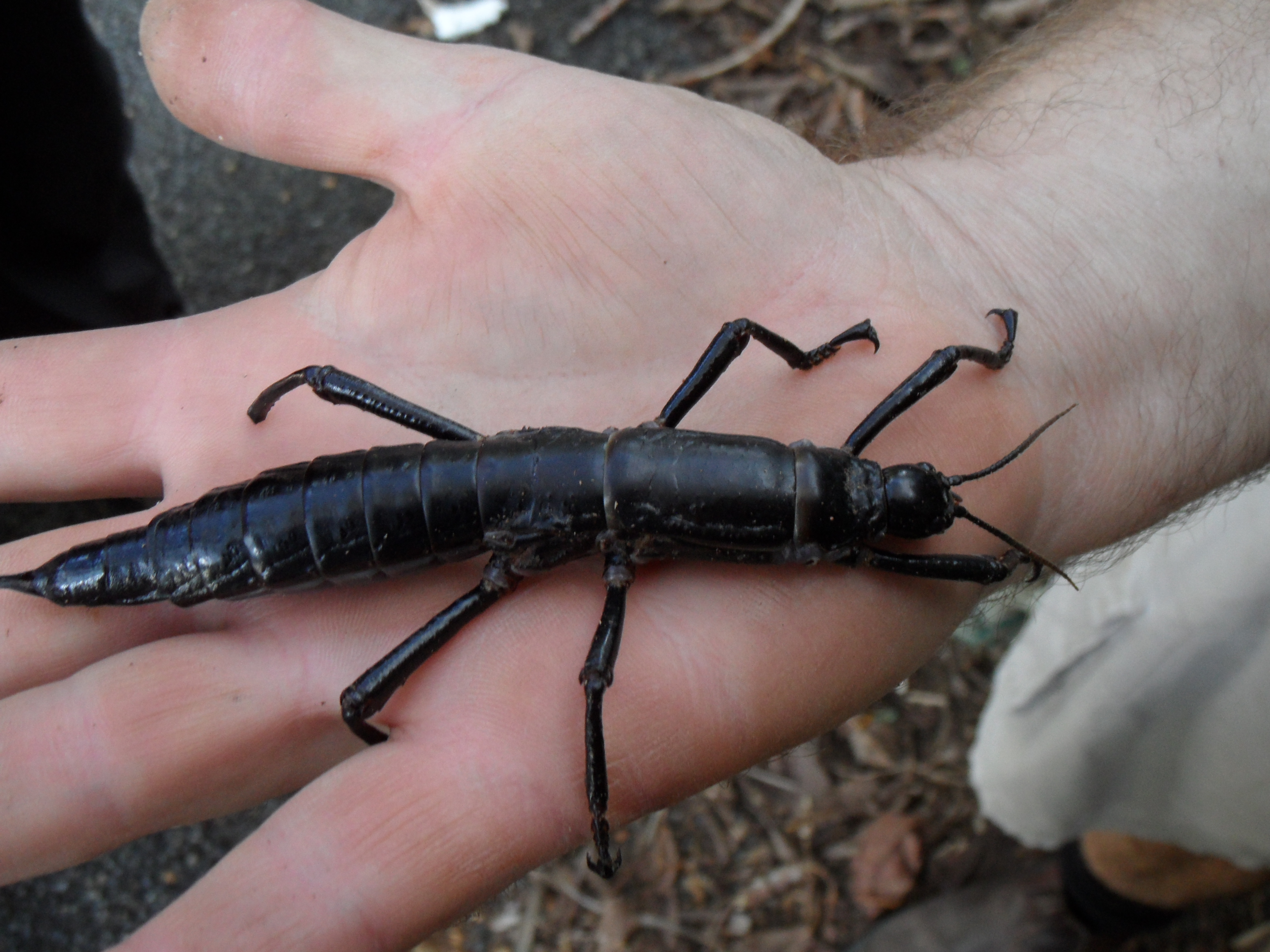
L'insetto stecco di Lord Howe.

L'insetto stecco di Lord Howe scomparve dall'isola principale subito dopo l'introduzione accidentale dei ratti a seguito dell'incagliamento della SS Makambo nei pressi di Ned's Beach il 15 giugno 1918. Nel 2001, una ridotta popolazione è stata scoperta in un singolo arbusto di Melaleuca howeana sulle pendici della Piramide di Ball; la specie è stata allevata con successo in cattività ed è prossima alla reintroduzione sull'isola principale. Il cervo volante di Lord Howe è un variopinto coleottero endemico facilmente osservabile durante l'estate. Anche un altro invertebrato endemico, la chiocciola di Lord Howe, è stata ridotta sull'orlo dell'estinzione a seguito dell'introduzione dei ratti. Un tempo molto comune, questa specie è ora in pericolo ed è in corso un programma di riproduzione in cattività per cercare di salvarla dall'estinzione. Una sorte peggiore, invece, è andata al coleottero stafilinide Hesperus gigas, scomparso a seguito dell'introduzione dei ratti.

#### Vita marina

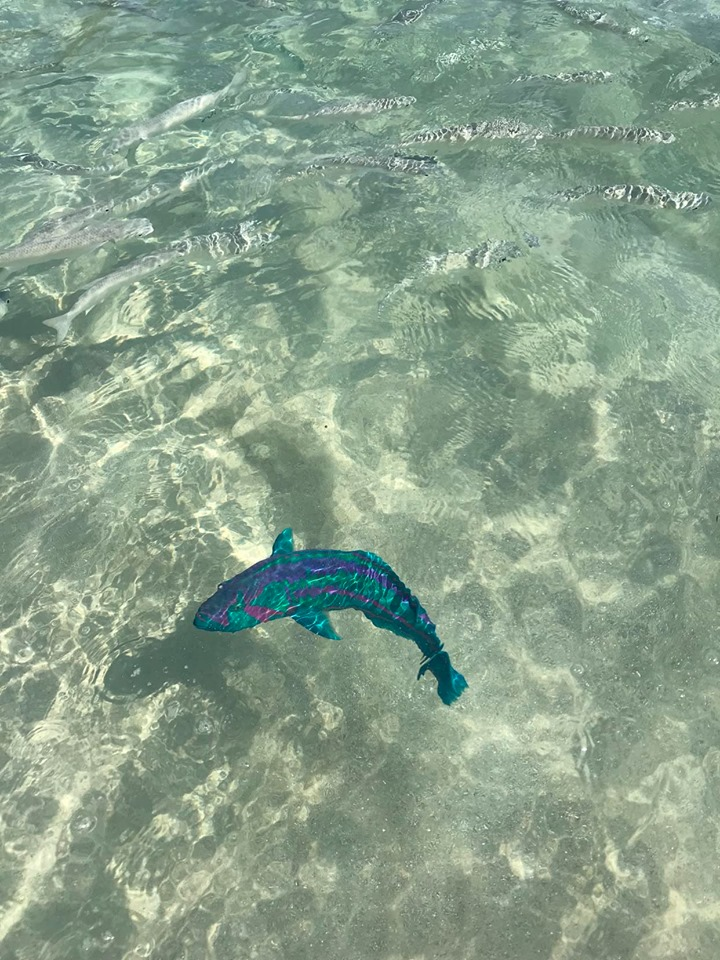
Pesce pappagallo nelle acque di Ned's Beach.

Gli ambienti marini sono quasi incontaminati e presentano un misto di specie temperate, subtropicali e tropicali provenienti dalle correnti oceaniche temperato-fredde in inverno e dalla calda corrente dell'Australia Orientale, che giunge dalla Grande barriera corallina, in estate. Delle 490 specie di pesci registrate, 13 sono endemiche e il 60% sono tropicali. Le principali specie oggetto di pesca con la lenza sono la ricciola del Pacifico e la Girella cyanea, mentre tra quelle cui ambiscono i pescatori di altura figurano marlin, tonni e le ricciole giganti chiamate greenbacks. Nelle barriere coralline che circondano le isole si trovano oltre 80 specie di coralli. Il fotografo subacqueo australiano Neville Coleman ha fotografato varie specie di nudibranchi nelle acque di Lord Howe.
Diverse specie di cetacei abitano o migrano nelle acque circostanti, ma conosciamo molto poco della loro biologia per il fatto che non sono mai state studiate in quest'area e per la difficoltà con cui esse vengono avvistate. I tursiopi sono quelli che vengono osservati più comunemente e sono l'unica specie di cui è stato confermato lo status di specie residente stagionale o annuale, nonostante siano state osservate anche altre specie di delfini. Le megattere sono gli unici cetacei di grandi dimensioni che mostrano un recupero lento ma costante, dal momento che il numero di esemplari che migrano ogni anno attraverso le acque di Lord Howe è molto inferiore a quello degli esemplari che migrano lungo il continente australiano.
In passato, cetacei migratori come le balenottere azzurre, comuni e boreali erano molto numerose nelle acque dell'isola, ma furono cacciate fin quasi all'estinzione dai balenieri commerciali e illegali, come quelli sovietici e giapponesi che perpetrarono i grandi stermini di massa negli anni '60 e '70; cacciati ancor più duramente furono le balene franche australi e i capodogli, un tempo così numerosi che l'area divenne nota come «Middle Ground» tra i balenieri. In passato queste due specie erano probabilmente residenti stagionali delle acque dell'isola: le balene franche prediligevano le baie riparate e poco profonde, mentre i capodogli amavano principalmente le acque profonde.

Rappresentanti della fauna nativa
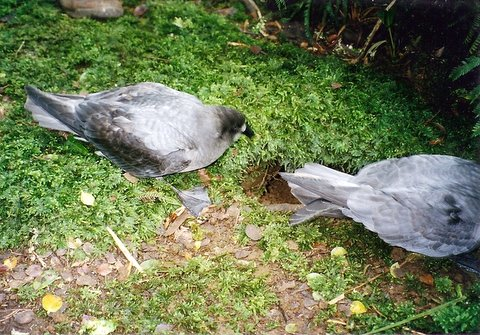
Petrelli di Solander sulla cima del monte Gower
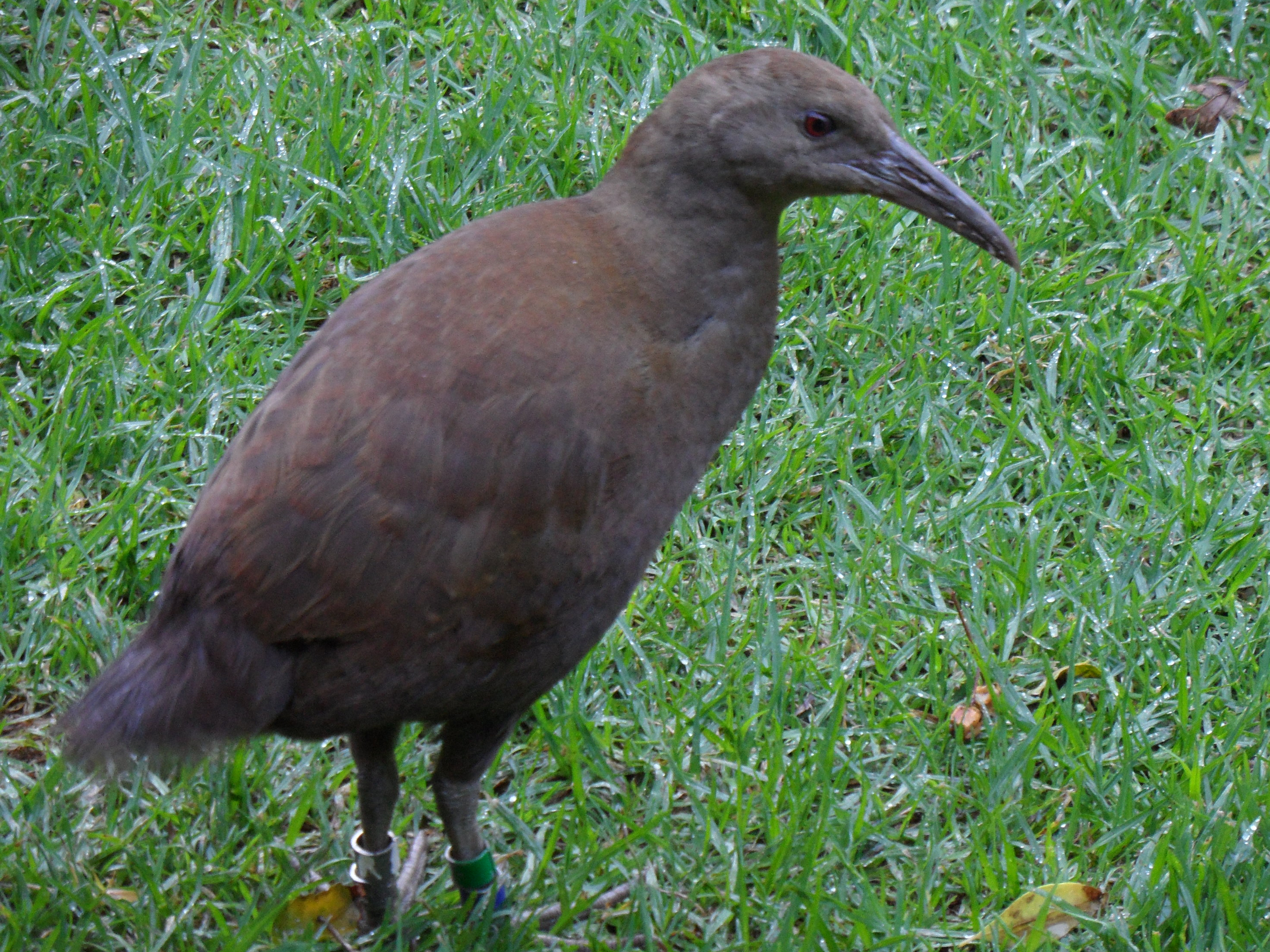
Rallo di Lord Howe lungo la Neds Beach Road
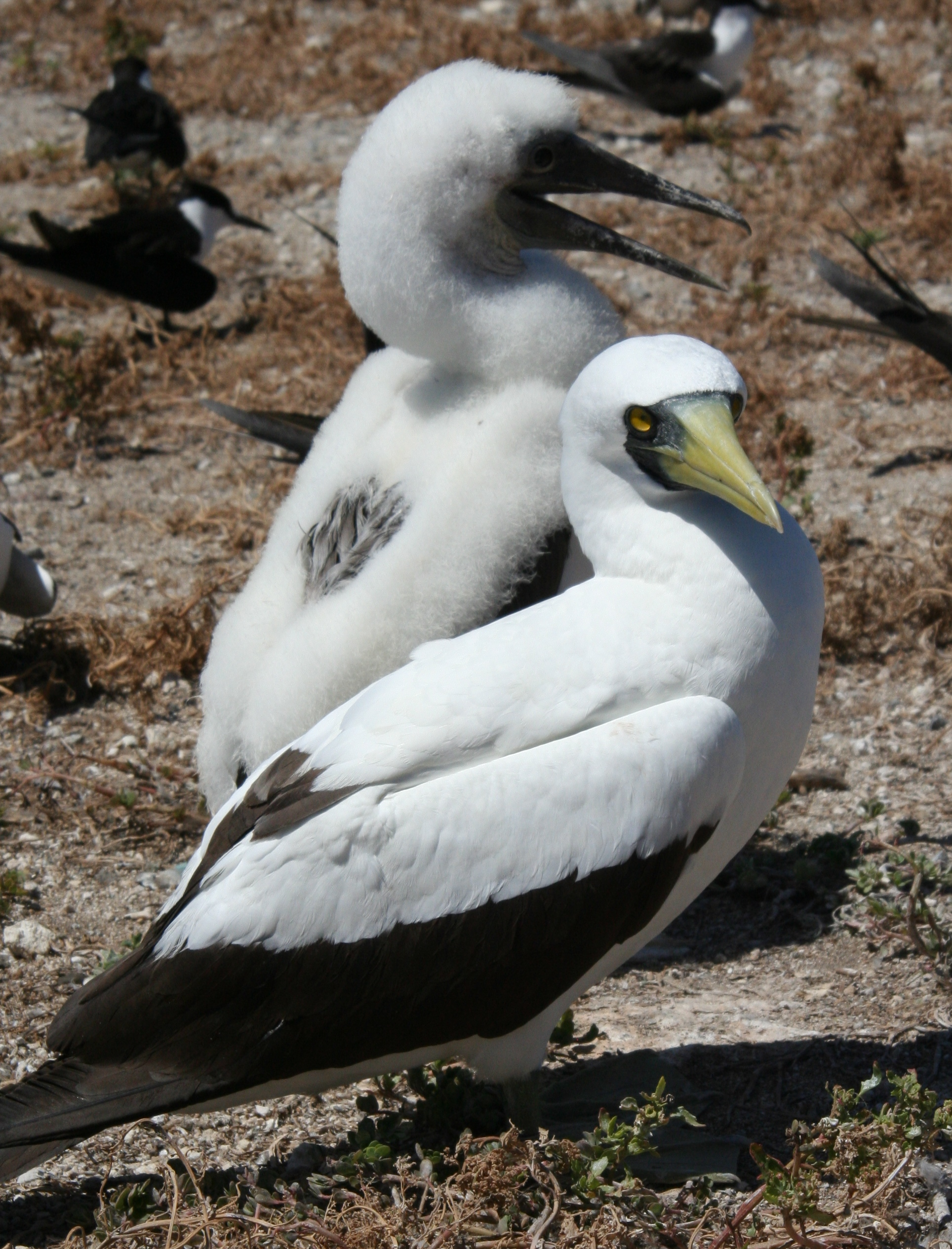
Sula mascherata con il pulcino sulle scogliere del Malabar
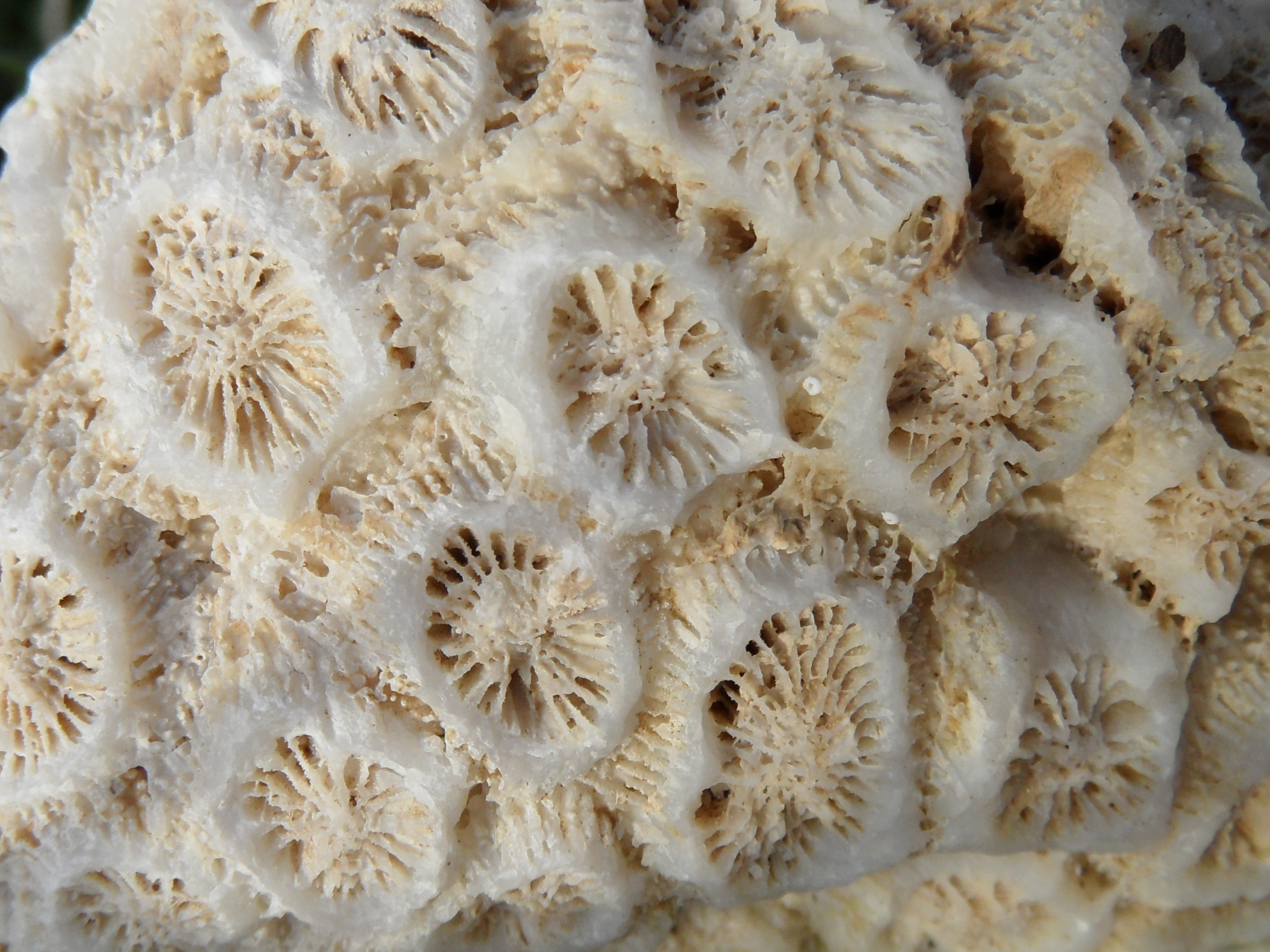
Scheletro di corallo su Little Island Beach

### Conservazione

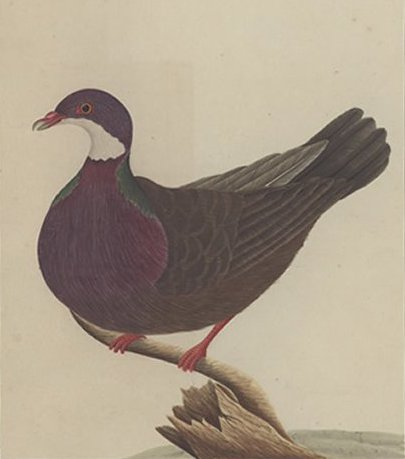
Colomba di Lord Howe (Columba vitiensis godmanae), oggi estinta, ritratta da George Raper (1790).

Circa il 10% delle foreste di Lord Howe è stato distrutto per fare spazio ai terreni agricoli e un altro 20% è stato più o meno danneggiato, soprattutto dai bovini domestici e da pecore, capre e maiali allo stato brado. Di conseguenza, solo il 70% dell'isola rimane relativamente incontaminato ed ospita una grande varietà di piante e animali, molti dei quali endemici e alcuni rari o minacciati. Dal 1778 si sono estinte due specie di piante, nove uccelli, un pipistrello e almeno quattro invertebrati. Generi endemici sono le palme Howea, Hedyscepe e Lepidorrhachis, la composita Lordhowea, l'albero Negria, la sanguisuga Quantenobdella howensis, tre anellidi (Paraplutellus, Pericryptodrilus ed Eastoniella), il gamberetto isopode Stigmops, l'emittero Howeria e il grillo Howeta.
Il Lord Howe Island Board promosse un'ampia indagine biologica e ambientale (pubblicata nel 1974), in base alla quale è stato varato il programma di conservazione dell'isola. Nel 1981, con il Lord Howe Island Amendment Act venne proclamata una «Permanent Park Preserve» nelle due estremità settentrionale e meridionale dell'isola. L'amministrazione della riserva venne delineata nel corso di un piano di gestione per lo sviluppo sostenibile dell'isola preparato dal National Parks and Wildlife Service del Nuovo Galles del Sud, che ha un ranger di stanza sull'isola. L'isola è stata dichiarata patrimonio dell'umanità dell'UNESCO nel 1982.
Le acque circostanti sono protette dal parco marino di Lord Howe: gestito dalla Marine Parks Authority del Nuovo Galles del Sud, comprende le acque fino a tre miglia nautiche intorno all'isola e la Piramide di Ball. Di esso fa parte anche un Commonwealth Marine Park che si estende da 3 a 12 miglia nautiche gestito dal Dipartimento federale dell'ambiente e del patrimonio. In totale il parco marino si estende per circa 3005 km².

#### Animali e piante invasivi
Maiali e capre furono volontariamente rilasciati sull'isola come potenziali fonti di cibo all'inizio del XIX secolo: le capre distruggevano arbusti ed erbe usate come siti di nidificazione e i maiali mangiavano uova e pulcini e danneggiavano il terreno grufolando in cerca di cibo. Varie specie sono scomparse dall'isola in seguito all'arrivo degli esseri umani. Con il primo evento di estinzione scomparvero il pollo sultano di Lord Howe o pollo sultano bianco, la colomba golabianca, il parrocchetto di Lord Howe e la sula mascherata, che furono eliminati da visitatori e coloni durante il XIX secolo, sia a causa della caccia eccessiva a scopo alimentare che per proteggere le coltivazioni. I ratti neri giunsero sull'isola negli anni '40 del XIX secolo assieme alle baleniere che facevano scalo qui per fare rifornimento, mentre i topi arrivarono da Norfolk nel 1860. Nel 1918, altri ratti neri furono accidentalmente introdotti con il naufragio della S.S. Makambo, che si incagliò a Ned's Beach. Ciò innescò un'altra ondata di estinzioni, che coinvolse il tordo isolano, l'occhialino robusto, lo storno di Norfolk, la coda a ventaglio fuligginosa e la gerigone di Lord Howe, portò alla distruzione dell'insetto stecco e alla decimazione dei frutti di palma. Furono allora introdotte taglie per ogni ratto e maiale che venivano uccisi e il cosiddetto ratting divenne un'attività molto popolare. I successivi programmi di avvelenamento hanno mantenuto basse le popolazioni. La civetta di Lord Howe potrebbe essersi estinta a causa delle predazioni o della competizione con il barbagianni australiano, introdotto negli anni '20 nel fallito tentativo di tenere sotto controllo la popolazione dei ratti. Anche i cani randagi costituiscono una minaccia, in quanto potrebbero aggredire il rallo indigeno e altri uccelli.
Piante invasive come l'Ageratina adenophora e il giglio di Formosa si trovano in aree inaccessibili e probabilmente non possono essere estirpate, ma altre sono attualmente in fase di rimozione. Nel 1995 venne intrapresa la prima azione per controllare la diffusione delle piante introdotte sull'isola, in particolare asparago etiopico e asparago salsapariglia, ma anche guava fragola, vite di Madeira, Cotoneaster, Ochna e Cestrum. A questa hanno avuto seguito varie operazioni di disinfestazione e la formazione del gruppo Friends of Lord Howe Island nel 2000. Sono stati inoltre avviati programmi per rimuovere le erbe infestanti dalle proprietà private e rivegetare alcune aree precedentemente coltivate. Il consiglio dell'isola ha istituito un'apposita unità ambientale, che comprende un responsabile della gestione della flora e un ufficiale permanente che si occupa delle erbe infestanti. Le infestanti sono state mappate ed è in atto un programma di eradicazione, supportato da un miglioramento delle procedure di istruzione e quarantena.
Le specie introdotte che hanno maggiormente danneggiato la flora e la fauna originarie di Lord Howe, vale a dire maiali, gatti e capre, sono stati eradicati all'inizio del XXI secolo.
Nel luglio 2012, il ministro dell'Ambiente federale australiano Tony Burke e il ministro dell'Ambiente del Nuovo Galles del Sud Robyn Parker hanno annunciato che il governo australiano e del Nuovo Galles del Sud avrebbero contribuito ciascuno al 50% del costo stimato di 9 milioni di dollari australiani per l'attuazione di un piano di eradicazione dei roditori dall'isola, utilizzando il dispiegamento aereo di esche avvelenate. Il piano è stato sottoposto alla votazione dei locali, ma non è stato esente da controversie. Prima che l'eradicazione avesse inizio, ai primi del 2019, sono stati catturati circa 230 ralli di Lord Howe, per evitare che rimanessero avvelenati. A seguito del successo dell'eradicazione dei roditori, tutti i ralli e le gazze chiassose sono stati rilasciati in tutta l'isola tra la fine del 2019 e l'inizio del 2020.
Un programma di recupero ha riportato il numero dei ralli di Lord Howe da soli 20 nel 1970 a circa 200 nel 2000, cifra prossima alla capacità portante dell'ambiente.

#### Cambiamenti climatici
Secondo un'analisi del noto ed eminente accademico australiano Tim Flannery, l'ecosistema di Lord Howe è minacciato dai cambiamenti climatici e dal riscaldamento globale, in quanto le sue barriere coralline sono a rischio per l'aumento della temperatura dell'acqua. La prima conferenza internazionale sulla fotosintesi artificiale globale come soluzione per il cambiamento climatico si è svolta a Lord Howe nel 2011; gli argomenti discussi sono stati pubblicati dall'Australian Journal of Chemistry.

## Patrimonio dell'umanità
Il gruppo insulare di Lord Howe è stato iscritto nell'elenco dei siti patrimonio dell'umanità per le caratteristiche uniche della sua morfologia e del suo biota, per i suoi ecosistemi differenti e in gran parte intatti, per le bellezze naturali e per gli habitat che offrono rifugio a specie minacciate. Il sito ha inoltre ricoperto un ruolo importante nella storia del Nuovo Galles del Sud.
Lord Howe e gli isolotti adiacenti - il Gruppo dell'Ammiragliato, Mutton Bird Island e la Piramide di Ball - nonché le barriere coralline e gli ambienti marini ad esse associate sono stati inseriti nell'elenco del patrimonio nazionale dell'Australia il 21 maggio 2007, sulla base delle motivazioni che hanno portato al loro inserimento tra i siti patrimonio mondiale dell'umanità.
Lord Howe è stata inserita nel registro del patrimonio statale del Nuovo Galles del Sud il 2 aprile 1999.
Nel settembre 2019 è stato reso noto che, nel 2017, il ministro federale dell'ambiente Josh Frydenberg aveva annullato una raccomandazione fatta dal suo dipartimento riguardo all'installazione di due turbine eoliche sull'isola. Il progetto, che avrebbe ridotto sostanzialmente la dipendenza dell'isola dai generatori di elettricità alimentati a diesel, non avrebbe danneggiato l'aspetto dell'isola ed era stato sostenuto dagli isolani.

## Sport
- Club di bowling di Lord Howe[187][188][189].
- Club di golf di Lord Howe[190].

### Ulteriori letture
- M. J. Lindsay, H. M. Patterson e S. E. Swearer, Habitat as a surrogate measure of reef fish diversity in the zoning of the Lord Howe Island Marine Park, Australia, in Marine Ecology Progress Series, vol. 353, 2008,  pp. 265-273, Bibcode:2008MEPS..353..265L, DOI:10.3354/meps07155.
- Timothy O'Hara, Bioregionalisation of the waters around Lord Howe and Norfolk Islands using brittle stars (Echinodermata: Ophiuroidea), 2008, ISBN 978-0-642-55462-8.
- Peter T. Harris, Benthic environments of the Lord Howe Rise submarine plateau: Introduction to the special volume, in Deep-Sea Research Part II: Topical Studies in Oceanography, vol. 58, n. 7-8, 2010,  pp. 883-888, Bibcode:2011DSR....58..883H, DOI:10.1016/j.dsr2.2010.10.044.
- Dianne Brown e Lynn Baker, The Lord Howe Island Biodiversity Management Plan: An integrated approach to recovery planning, in Ecological Management & Restoration, vol. 10, 2009,  pp. S70-S78, DOI:10.1111/j.1442-8903.2009.00449.x.
- Tara J. Anderson, Scott L. Nichol, Craig Syms, Rachel Przeslawski e Peter Harris, Deep-sea bio-physical variables as surrogates for biological assemblages, an example from the Lord Howe Rise, in Deep-Sea Research Part II: Topical Studies in Oceanography, vol. 58, n. 7-8, 2010,  p. 979, Bibcode:2011DSR....58..979A, DOI:10.1016/j.dsr2.2010.10.053.